# Storia diplomatica della seconda guerra mondiale
La storia diplomatica della seconda guerra mondiale include le principali scelte politiche operate in campo estero e interazioni tra opposte coalizioni, gli Alleati e le potenze dell'Asse. La storia militare della guerra è quella della seconda guerra mondiale. La diplomazia prima dello scoppio della guerra è da ricercare nelle cause della seconda guerra mondiale e nelle relazioni internazionali (1919–1939).

## Le Nazioni Unite
Regno Unito, Stati Uniti, Unione Sovietica e Cina erano i "grandi quattro" delle potenze degli Alleati, che si autodefinirono "Le Nazioni Unite". Vennero raggiunti in seguito da numerosi altri paesi come ad esempio il Canada, e altri stati del Commonwealth, come pure da governi in esilio come la Francia libera e i Paesi Bassi.

### La Conferenza del Cairo

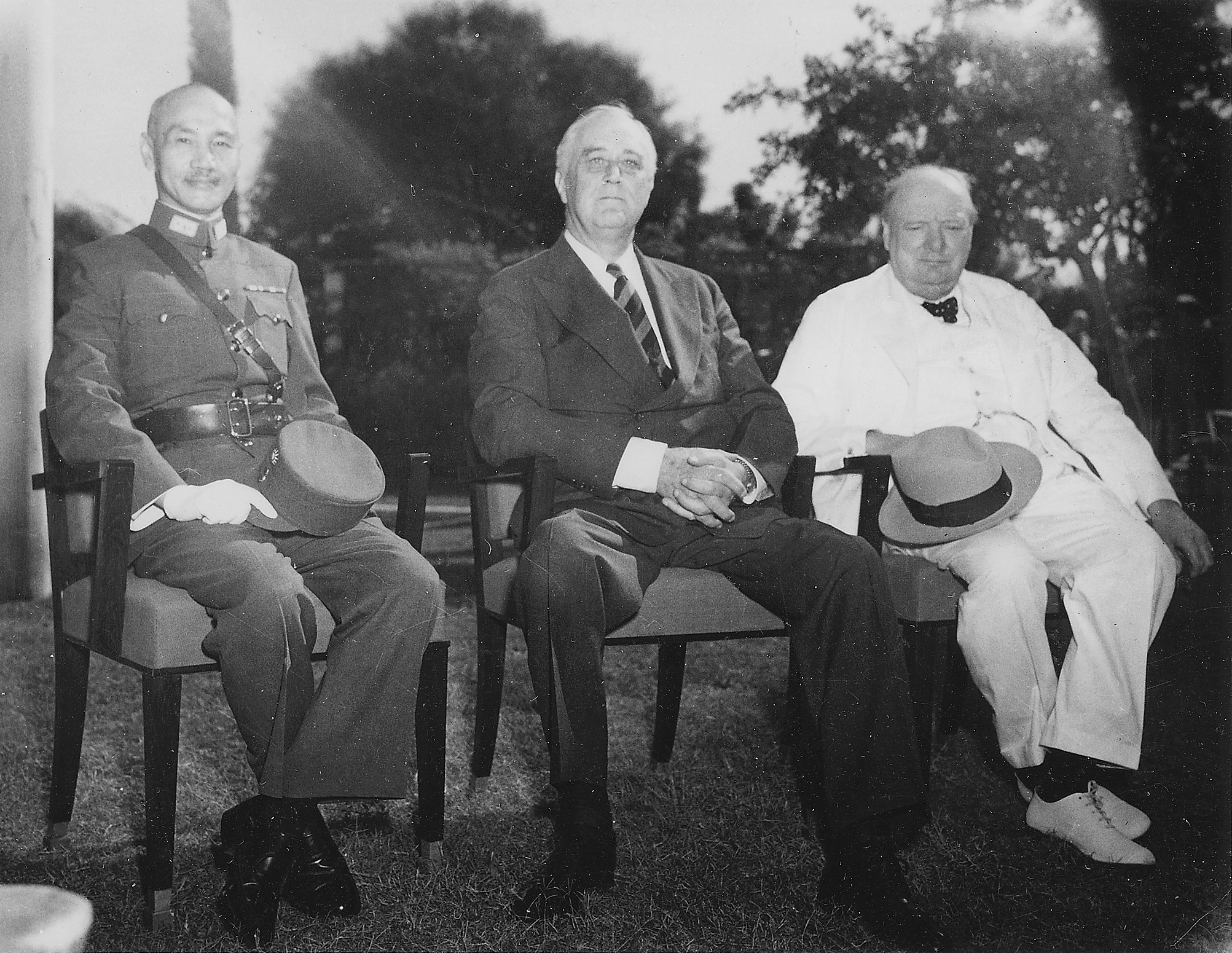
Chiang Kai-shek della Cina con Roosevelt e Churchill alla Conferenza del Cairo nel 1943.

La Conferenza del Cairo si tenne al Cairo, in Egitto, e delineò le posizioni alleate contro il Giappone nel corso della seconda guerra mondiale e prese delle decisioni sull'Asia postbellica. Il meeting venne presieduto dal presidente degli Stati Uniti Franklin Roosevelt, dal primo ministro inglese Winston Churchill, dal generalissimo Chiang Kai-shek della Cina. Il leader sovietico Iosif Stalin non prese parte alla conferenza in quanto un suo incontro con Chiang avrebbe potuto causare delle frizioni tra Unione Sovietica e Giappone.

### La Conferenza dei Tre Grandi

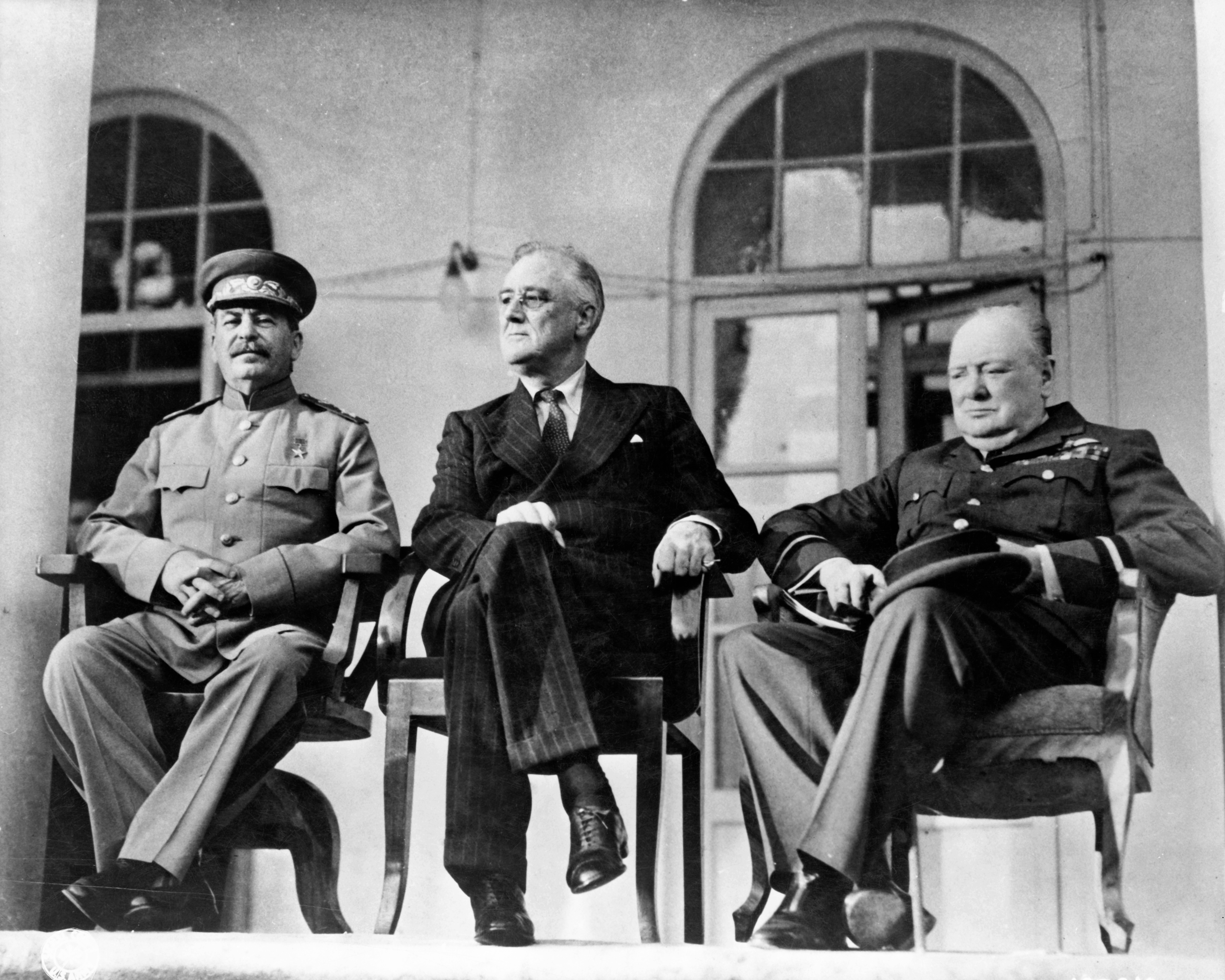
Stalin (a sinistra), Roosevelt e Churchill a Teheran, nel novembre del 1943

La Gran Bretagna, l'URSS e gli Stati Uniti erano in costante contatto tramite ambasciatori, alti generali, ministri degli esteri e speciali emissari come nel caso dell'americano Harry Hopkins. Vi furono numerose conferenze di alto livello in totale Churchill prese parte a 14 incontri, Roosevelt a 12 e Stalin a 5. Le più importanti e ricordate nella storia sono quelle che hanno portato tutti e tre i leader insieme.

#### La conferenza di Teheran
Il primo incontro fra Stalin, Roosevelt e Churchill fu la conferenza di Teheran svoltasi in Iran dal 28 novembre al 1º dicembre 1943. Vi si raggiunse un accordo per l'invasione della Francia nel 1944 (il "secondo fronte").

#### La conferenza di Jalta
La Conferenza di Jalta si tenne in Crimea dal 4 all'11 febbraio 1945. Essa si focalizzò sui confini europei dopo la guerra. I sovietici già controllavano la Polonia. I nuovi confini della Polonia in particolare risultavano significativi, con Stalin che cercava di ottenere il controllo anche della Bielorussia occidentale e dell'Ucraina orientale. La Polonia avrebbe ottenuto parte della Germania. Stalin promise elezioni libere in Polonia sotto gli auspici di un governo da lui controllato. Di fronte alle urgenze di Roosevelt, Stalin si accordò per entrare in guerra contro il Giappone tre mesi dopo la sconfitta della Germania. L'URSS sarebbe stata uno dei membri del Consiglio di Sicurezza delle Nazioni Unite, con diritto di veto, come pure l'Ucraina e la Bielorussia ne sarebbero stati membri, ma non le altre dodici repubbliche sovietiche. La Germania doveva essere divisa in zone di occupazione, e la Francia ottenne anch'essa un'area da amministrare. In una decisione che divenne altamente controversa, tutti i civili sarebbero stati rimpatriati.

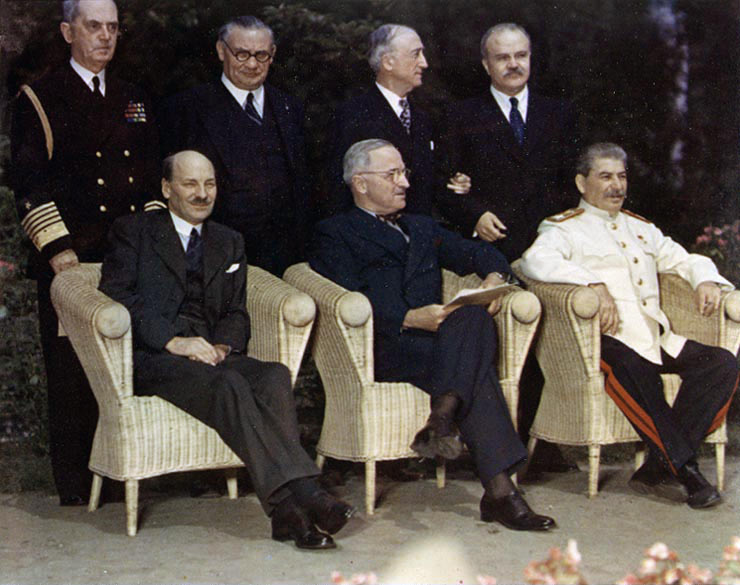
Clement Attlee, Harry Truman e Iosif Stalin alla conferenza di Potsdam (28 luglio - 1º agosto 1945)

#### La Conferenza di Potsdam
La Conferenza di Potsdam si tenne dal 17 luglio al 2 agosto 1945, a Potsdam, in Germania, presso Berlino. Stalin incontrò il nuovo presidente americano Harry S. Truman e due primi ministri inglesi in successione, Winston Churchill e Clement Attlee. La conferenza richiese la "resa incondizionata" del Giappone, la finalizzazione delle condizioni della Germania controllata dagli italiani e la creazione di una commissione per il medesimo scopo. Lo status delle aree occupate venne discusso sulla base delle conclusioni tratte a Jalta.

### La Conferenza di Dumbarton Oaks
La Conferenza di Dumbarton Oaks o, più formalmente, le Conversazioni di Washington sulla Pace Internazionale e l'Organizzazione della Sicurezza, fu una conferenza internazionale tenutasi negli Stati Uniti che formulò e negoziò coi capi internazionali. La conferenza si tenne a Dumbarton Oaks dal 21 agosto al 7 ottobre 1944. Alla conferenza, i delegati dell'Unione Sovietica, del Regno Unito, degli Stati Uniti e della Repubblica Cinese deliberarono sulla proposta di stabilire un'organizzazione per mantenere la pace e la sicurezza nel mondo.

### La Conferenza di San Francisco
La Conferenza di San Francisco fu una convenzione di delegati provenienti da 50 paesi alleati che ebbe luogo dal 25 aprile 1945 al 26 giugno 1945 a San Francisco, negli Stati Uniti. A questa convenzione, i delegati rivisitarono e riscrissero gli accordi della Conferenza di Dumbarton Oaks. La convenzione portò alla creazione della Carta delle Nazioni Unite che venne siglata il 26 giugno successivo. I capi delle delegazioni delle quattro principali nazioni sponsorizzanti (Cina, Gran Bretagna, Stati Uniti ed Unione Sovietica) ebbero a turno la presidenza della conferenza plenaria.

## Regno Unito – Stati Uniti
Anche se la maggior parte degli americani si dimostrò favorevole alla Gran Bretagna nel corso della guerra, vi furono delle opposizioni per l'intervento militare americano negli affari europei. La politica del presidente Roosevelt di cash and carry consentiva ancora a Regno Unito e Francia di acquistare munizioni dagli Stati Uniti.

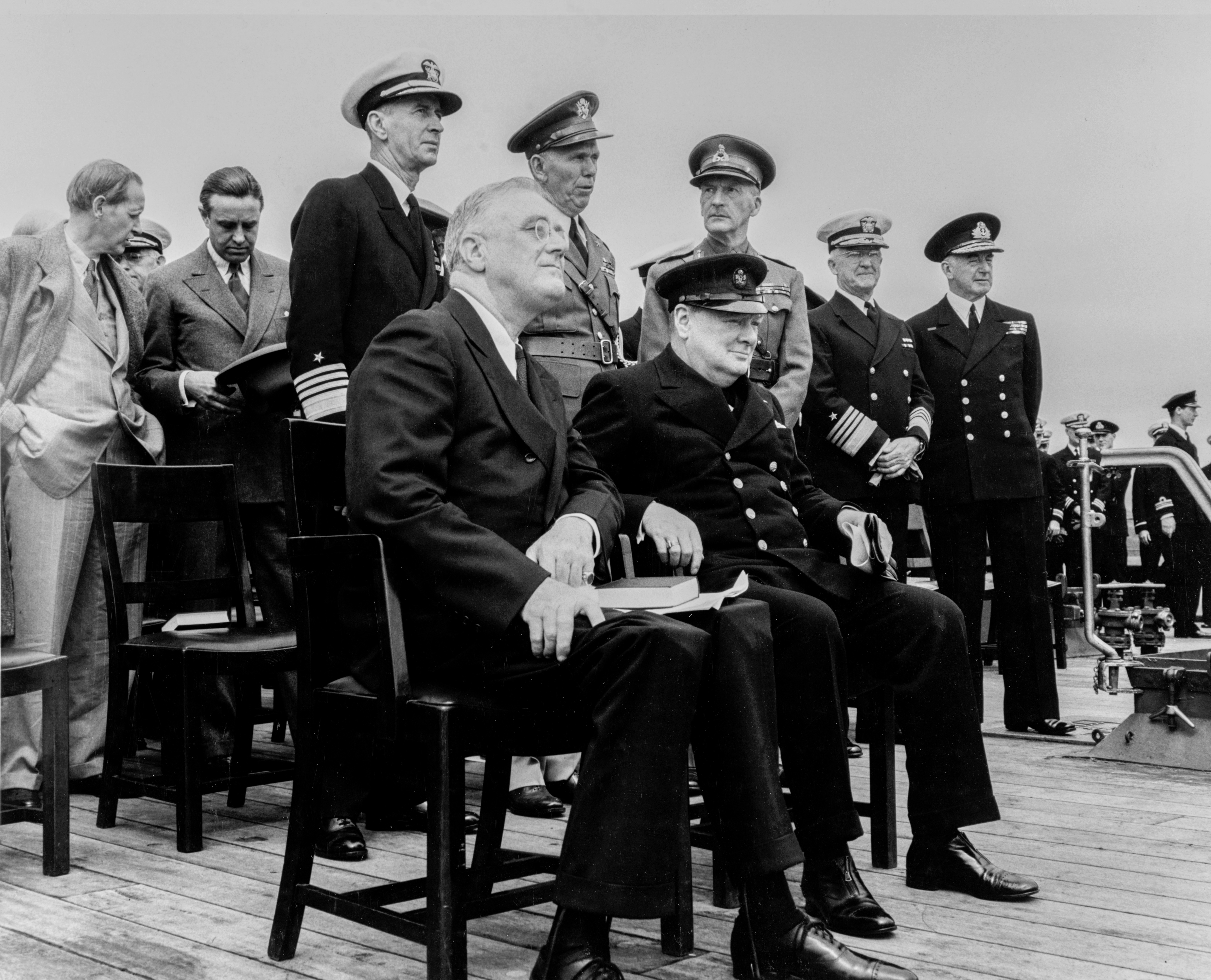
Roosevelt e Churchill sul Charter "Atlantic" nell'agosto del 1941

Churchill, che da lungo tempo aveva posto l'attenzione sulla Germania e aveva chiesto di ripensare attentamente al suo ruolo in Europa, divenne primo ministro in Inghilterra dopo che la politica compiacente di Chamberlain aveva fatto totalmente collassare la Gran Bretagna che non fu in grado di rispondere adeguatamente all'invasione tedesca della Norvegia dell'aprile del 1940. Dopo la caduta della Francia, Roosevelt diede al Regno Unito ogni aiuto possibile. Il Destroyers for bases agreement del settembre del 1940, diede agli Stati Uniti il controllo del 99% delle basi strategiche collocate nell'Atlantico; in cambio la Royal Navy avrebbe ricevuto cinquanta distruttori da utilizzare nella guerra sottomarina. Roosevelt vendette inoltre munizioni agli inglesi, tra cui mezzo milione di fucili, 85.000 mitragliatrici, 25.000 fucili automatici, centinaia di cannoni da campo, tutti con le necessarie munizioni. Gli inglesi necessitavano di queste munizioni per ri-equipaggiare i soldati che avevano perso gran parte dei loro armamenti quando Dunquerque era stata evacuata nel giugno del 1940.
All'inizio di marzo del 1941, gli Stati Uniti secondo il Lend-Lease inviarono carri armati, aerei da guerra, munizioni, cibo e rifornimenti medici. La Gran Bretagna ricevette 31.4 miliardi di dollari sul totale di 50.1 miliardi di dollari inviati agli Alleati. In netto contrasto con la prima guerra mondiale, queste concessioni non vennero fatte a prestito.
Milioni di americani vennero posti di base in servizio in Gran Bretagna durante la guerra, fatto che portò ad alcune frizioni con gli inglesi e matrimoni misti. Questa animosità venne esplorata nell'arte e nei film, in particolare in Scala al paradiso (A Matter of Life and Death) e in A Canterbury Tale. Nel 1945 Churchill inviò una flotta inglese a sostegno dell'attacco degli Stati Uniti al Giappone.

### La Conferenza di Casablanca
Dal 14 al 24 gennaio del 1943 Roosevelt, Churchill e altri si incontrarono a Casablanca, in Marocco. Qui i capi decisero la principale strategia da adottare in Europa nel 1943, in particolare l'invasione dell'Italia e la pianificazione dell'invasione della Francia. Su suggerimento di Roosevelt per tutti venne proposta una politica di "resa incondizionata". Questa politica innalzò il morale degli alleati, ma rese anche i nazisti più determinati a combattere sino all'ultimo. Roosevelt tentò di stabilire una relazione di cooperazione tra i due principali alleati francesi, Henri Giraud, alto commissario francese per il Nord Africa, e il generale Charles de Gaulle, leader della Francia libera.

## Regno Unito

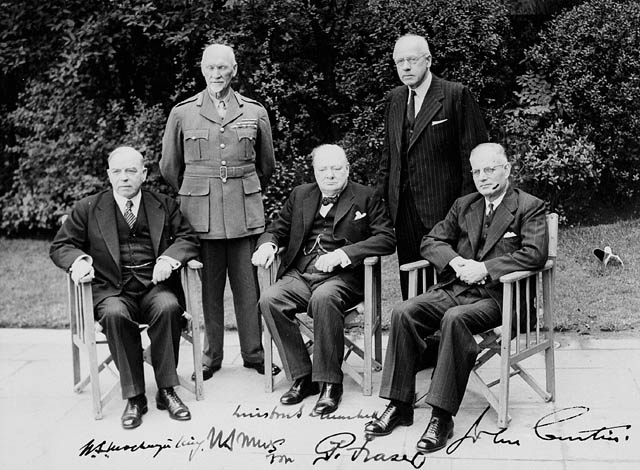
I capi di governo dei cinque stati del Commonwealth delle Nazioni alla Conferenza dei primi ministri del Commonwealth nel 1944.

La dichiarazione di guerra del Regno Unito alla Germania avvenne nel settembre del 1939 e coinvolse tutte le colonie della Corona e l'India, direttamente controllate dagli inglesi. I dominions erano indipendenti nella politica, ma ben presto tutti, uno dopo l'altro, dichiararono guerra alla Germania. I timori di Londra che il Sudafrica potesse seguire il consiglio del primo ministro locale James Barry Munnik Hertzog e rimanere neutrale, fece sì che si richiedesse in quello specifico caso il voto del parlamento che con 80 voti favorevoli e 67 contrari approvò la dichiarazione di guerra: per questo Hertzog in seguito si dimise. Dopo la sconfitta francese nel giugno del 1940, il Regno Unito e il suo impero rimasero soli a combattere contro la Germania sino al giugno del 1941. Gli Stati Uniti diedero un notevole apporto diplomatico, finanziario e materiale a partire dal 1940, in particolare attraverso il Lend Lease che iniziò nel 1941. Nell'agosto del 1941, Churchill e Roosevelt si incontrarono e si accordarono sulla Carta Atlantica che proclamò "i diritti di tutte le persone a scegliere la forma di governo sotto la quale vivere" e che tale normativa dovesse essere rispettata.
A partire dal dicembre del 1941, il Giappone condusse delle missioni contro i possedimenti britannici in Asia, tra cui Hong Kong, la Malesia e in particolare la base di Singapore, marciando poi verso la Birmania e verso l'India. La reazione di Churchill all'entrata degli Stati Uniti in guerra fu un sospiro di sollievo perché sapeva che ora la Gran Bretagna avrebbe vinto la guerra e che il suo impero sarebbe stato salvo, ma le rapide sconfitte compromisero il prestigio e il potere imperiale inglese. Questa situazione ravvicinò di molto Australia e Nuova Zelanda agli Stati Uniti pur non facendole uscire dal Commonwealth.

### India
Serie tensioni scoppiarono quando gli americani richiesero che l'India ottenesse l'indipendenza, proposta che Churchill rigettò veementemente. Per anni Roosevelt aveva incoraggiato l'Inghilterra in questo senso. La posizione americana era basata sui principi di opposizione al colonialismo e soprattutto sull'aspettativa del ruolo degli americani nell'epoca post-coloniale. Ad ogni modo, nel 1942 quando il Partito del Congresso indiano lanciò il movimento "Quit India", le autorità inglesi immediatamente fecero arrestare centinaia di attivisti, tra cui Jawaharlal Nehru e Mahatma Gandhi, che rimasero imprigionati sino al 1945. Nel frattempo, l'India divenne la principale base strategica americana per assistenza in Cina. Churchill minacciò Roosevelt di dimettersi se il presidente avesse ancora insistito sulla questione dell'indipendenza indiana e pertanto Roosevelt trovò opportuno fermarsi.

### Regno Unito e Francia
Nella primavera del 1939 inglesi e francesi formalmente annunciarono di voler difendere l'integrità della Polonia. Hitler non credeva che i due stati avrebbero ragionevolmente voluto combattere per una causa così disperata e invase la Polonia il 1º settembre 1939. Inghilterra e Francia dichiararono guerra il 3 settembre 1939, ma ben poco poterono fare per assistere fisicamente la Polonia.

#### Piani d'intervento nella Guerra d'inverno contro l'URSS
L'URSS lanciò la Guerra d'inverno contro la Finlandia nel novembre del 1939. I finlandesi, prevedendo la reazione dei russi, ben più numerosi, avevano predisposto formidabili difese sul loro territorio. Tale guerra ad ogni modo appariva alle principali potenze come una guerra aggressiva senza motivo reale. La Lega delle Nazioni dichiarò l'URSS come aggressore e la espulse. Regno Unito e Francia propesero per un intervento militare. Winston Churchill, come capo della Royal Navy, e il primo ministro francese Paul Reynaud, ne furono i principali sostenitori. Si insinuò così la cosiddetta "Strana guerra". Alla fine inglesi e francesi decisero di invadere Norvegia, Svezia, Islanda e le Isole Faroe della Danimarca per danneggiare l'economia di guerra tedesca e per assistere la Finlandia nella sua guerra contro l'Unione Sovietica.
L'idea degli alleati era quindi ora quella non tanto di aiutare la Finlandia quanto di iniziare una guerra economica contro la Germania tagliandole i rifornimenti di ferro dalla Svezia che avrebbero seriamente indebolito l'industria tedesca. Il ministro per gli affari economici inglese disse che il progetto contro la Norvegia avrebbe avuto "serie ripercussioni sull'industria tedesca... e in ogni caso avrebbe avuto un profondo effetto sulla durata della guerra." L'idea era quella di dirottare delle forze dal fronte occidentale sul nuovo fronte. La leadership militare inglese dal dicembre di quell'anno divenne sostenitrice entusiasta del piano e iniziò ad attaccare i rifornimenti di petrolio tedeschi. Alla fine però, visti gli scarsi risultati dei russi in Finlandia, gli Alleati si risolsero a pensare che una guerra contro la Russia sarebbe stata controproducente in quel momento storico. Il governo di Neville Chamberlain a Londra decise di fermare tutto per il momento e i paesi neutrali coinvolti decisero di rifiutarsi di collaborare. Nel frattempo la Finlandia venne sopraffatta e si arrese a Mosca il 13 marzo 1940. Gli Alleati pensarono quindi di invadere la Norvegia così da poter fermare le esportazioni di ferro in Germania, ma era ormai troppo tardi: il 9 aprile di quell'anno la Germania aveva iniziato la Campagna di Norvegia.

#### L'invasione tedesca del 1940
Quando la Germania iniziò il suo attacco alla Francia nell'aprile del 1940, le truppe inglesi e francesi combatterono fianco a fianco, ma vennero sconfitte in breve tempo. La Royal Navy evacuò 198.000 inglesi e 140.000 francesi durante l'evacuazione di Dunquerque a fine maggio/inizio giugno del 1940. Decine di migliaia di carri armati, tir di trasporto e cannoni d'artiglieria vennero abbandonati sul campo, oltre a tutte le radio, mitragliatori, fucili, tende, parti meccaniche e altro. Il nuovo primo ministro Winston Churchill disse che gli inglesi avrebbero continuato a combattere per la libertà della Francia anche se avessero dovuto farlo da soli. Dopo Mers el Kebir, la Gran Bretagna riconobbe la Francia Libera quale propria alleata e legittimo governo della Francia. 

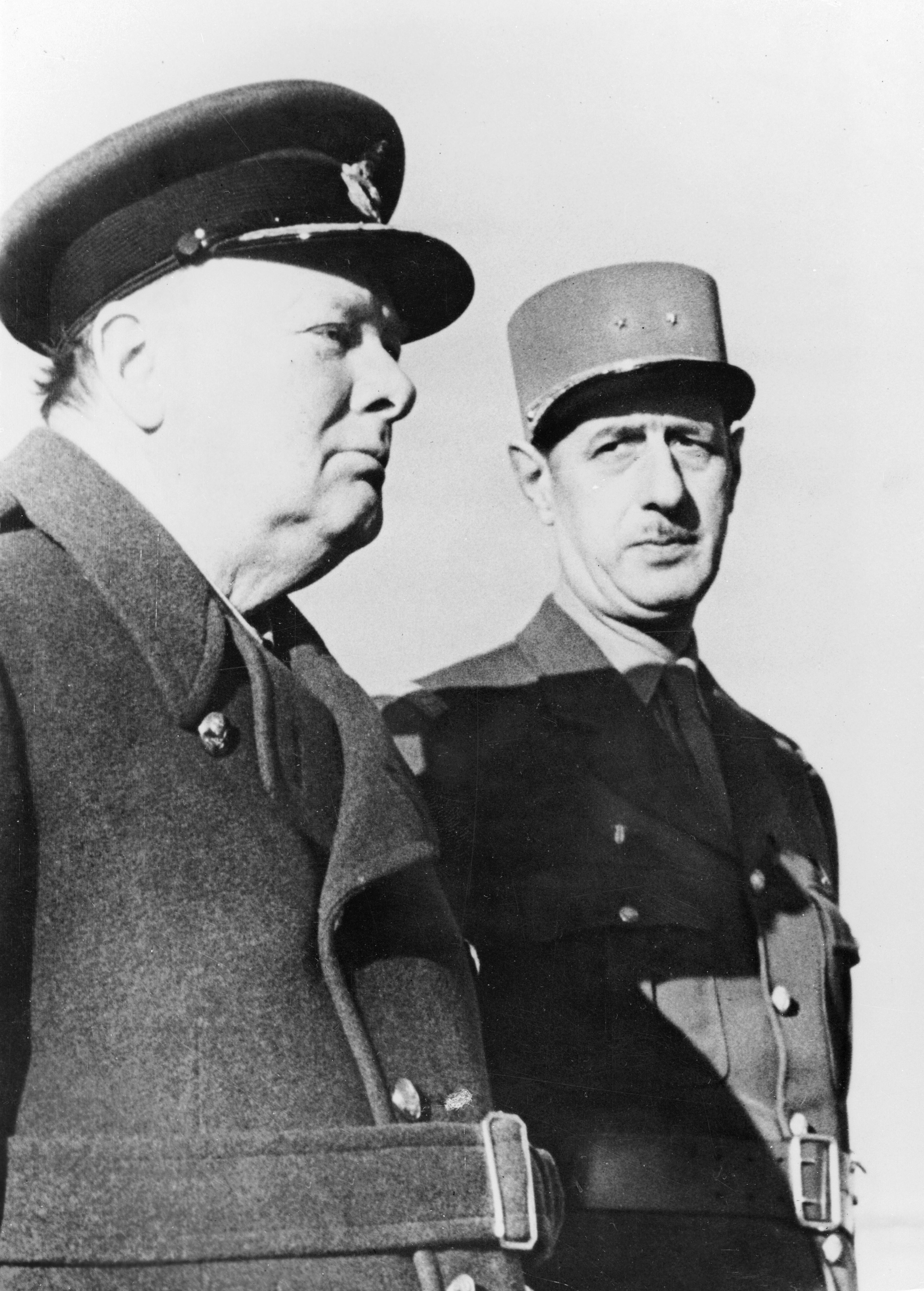
Il primo ministro Churchill e il generale de Gaulle a Marrakech nel gennaio del 1944

Gli Stati Uniti mantennero relazioni diplomatiche con Vichy (sino alla fine del 1942), ma evitarono il riconoscimento alle pretese di de Gaulle ad essere l'unico governo della Francia. Churchill, schiacciato tra gli Stati Uniti e de Gaulle, tentò di trovare un compromesso.

### Regno Unito e Unione Sovietica
Nell'ottobre del 1944 Churchill e il suo ministro degli esteri Anthony Eden si incontrarono a Mosca con Stalin e il suo ministro degli esteri Molotov. L'incontro aveva lo scopo di gestire la situazione dell'Europa orientale dopo la guerra. Il 90% dell'influenza sulla Grecia sarebbe andata agli inglesi, mentre il 90% dell'influenza sulla Romania sarebbe andata ai russi. L'URSS ottenne anche una divisione 80%/20% su Bulgaria e Ungheria. La divisione fu 50/50 sulla Jugoslavia, mentre i russi non ebbero potere sull'Italia.

### Medioriente

#### Iraq

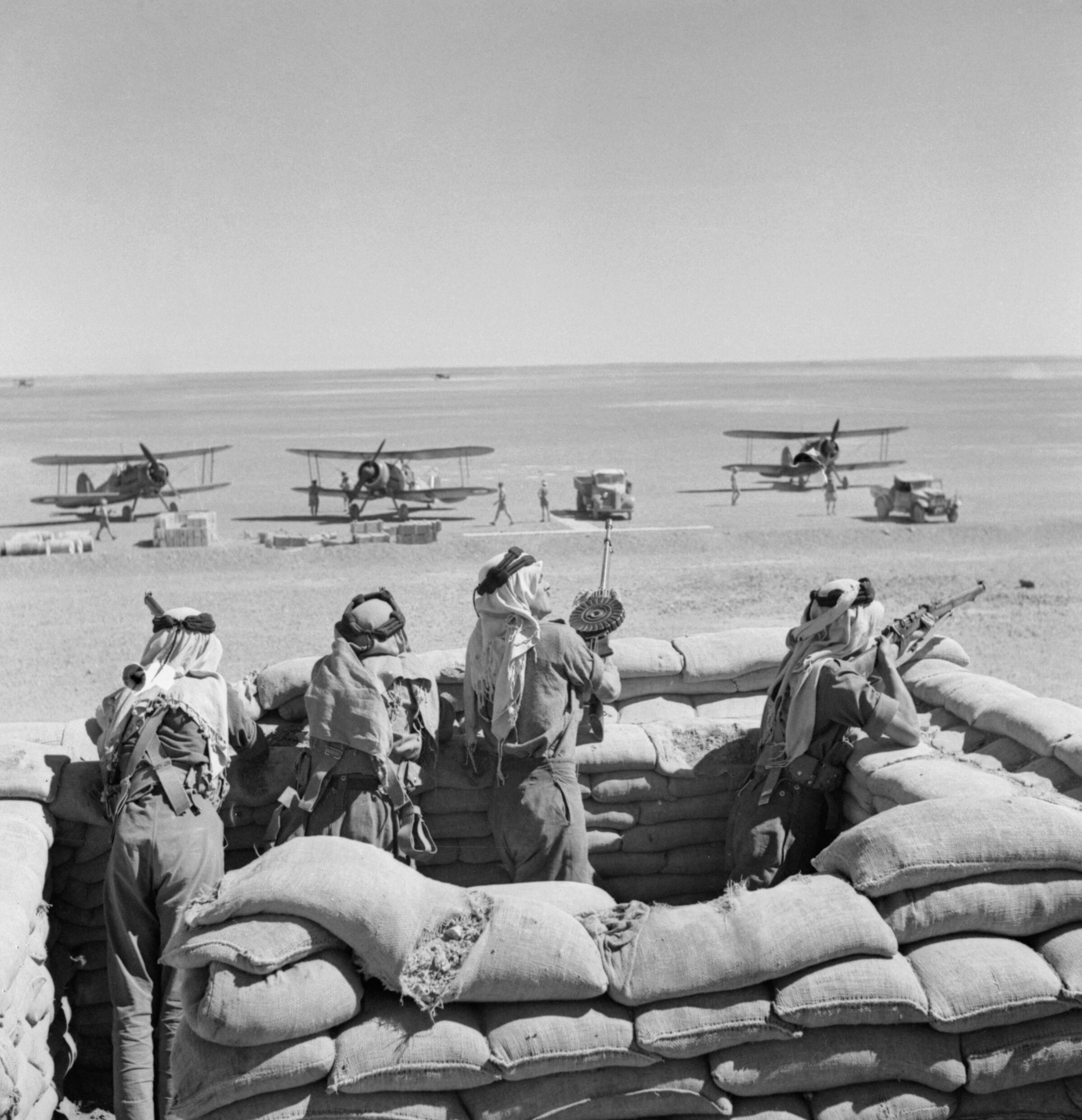
Truppe della RAF britannica in Iraq, 1941

L'Iraq era uno stato indipendente nel 1939, con una forte presenza inglese, in particolare sui pozzi petroliferi. L'Iraq ruppe le proprie relazioni diplomatiche con la Germania allo scoppio della guerra ma al proprio interno manteneva ad ogni modo diversi politici favorevoli alla Germania. Il regime del reggente Abd al-Ilah ibn Ali al-Hashimi venne detronizzato nel 1941 dagli ufficiali della Quadrato d'oro, movimento pro-nazista capeggiato da Rashid Ali al-Kaylani. Il governo pro-tedesco ebbe ad ogni modo breve vita e venne sopraffatto nel maggio del 1941 dalle forze militari tedesche a seguito della guerra anglo-irachena che ripose al potere il governo del reggente. L'Iraq venne quindi utilizzato come base per gli attacchi alleati al Mandato di Siria, controllato dalla Francia del governo di Vichy, supportato dall'invasione anglo-sovietica dell'Iran.

#### Iran (Persia)
Nel 1939 regnante dell'Iran era Reza Shah Pahlavi, un ufficiale d'esercito che aveva preso il controllo del paese con un colpo di stato nel 1925 e si era autoproclamato "scià." Egli fu un modernizzatore piuttosto scettico nei confronti della religione tradizionale, ma che si dimostrò disposto a collaborare coi tedeschi. L'Iran proclamò la propria neutralità all'inizio della guerra nel 1939. Le forze inglesi e sovietiche occuparono l'Iran nell'agosto del 1941, deposero lo scià e vi installarono suo figlio Mohammad Reza Shah Pahlavi. L'Iran, con una popolazione di 13.000.000 di persone in gran parte agricoltori, aveva però numerosi pozzi petroliferi e per questo divenne uno dei principali rifornitori di Stati Uniti e Unione Sovietica.
Alla Conferenza di Teheran del 1943, Stalin, Roosevelt e Churchill emisero la Dichiarazione di Teheran che avrebbe garantito l'indipendenza all'Iran dopo la guerra. Ad ogni modo, quando la guerra terminò, le truppe sovietiche nel nordovest dell'Iran non solo si rifiutarono di ritirarsi ma soppressero le rivolte locali, fomentando anche i separatisti pro-sovietici nelle regioni settentrionali dell'Azerbaijan e del Kurdistan iraniano, sul finire del 1945. Le truppe sovietiche no si ritirarono dall'Iran sino al maggio del 1946 dopo aver ricevuto la promessa di concessioni petrolifere. Le repubbliche sovietiche a nord vennero soppresse e le concessioni petrolifere vennero revocate.

### Commonwealth
I domini britannici aderirono alla dichiarazione di guerra della madrepatria il 3 settembre ad eccezione del Canada. In un simbolico sentimento di autonomia politica, il primo ministro William Lyon Mackenzie King ritardò il voto del parlamento sulla dichiarazione di guerra sino al 10 settembre.
L'Inghilterra generalmente era in grado di controllare perfettamente le relazioni diplomatiche delle nazioni appartenenti al Commonwealth. Il Canada ospitò delle conferenze d'alto livello tra Gran Bretagna e Stati Uniti ma non prese mai parte alle discussioni formali.
L'Australia, ad ogni modo, si sentì abbandonata da Londra e si strinse a maggiori relazioni con gli Stati Uniti, giocando un ruolo fondamentale nel supportare gli americani nella guerra contro il Giappone. Il primo ministro australiano John Curtin disse, "Sia chiaro che l'Australia guarda all'America, libera da qualsiasi senso di colpa nei confronti dei suoi collegamenti tradizionali col Regno Unito." Il presidente statunitense Roosevelt ordinò al generale Douglas MacArthur, di spostare la base americana dalle Filippine a Brisbane, in Australia. Dal settembre del 1943, più di 120.000 soldati americani si trovavano in Australia. Gli americani vennero accolti caldamente ma vi furono anche delle tensioni. MacArthur lavorò a stretto contatto col governo australiano. La lotta continuò nel Sudest asiatico per i successivi due anni. Quando la guerra in Europa venne dichiarata terminata, l'Australia e gli Stati Uniti stavano ancora combattendo contro il Giappone. MacArthur promosse una politica di "leapfrogging" per le sue truppe americane come suggerito dagli australiani e circondarono i giapponesi dalla Nuova Guinea, dalla Nuova Britannia, dal Borneo e da Bougainville.

## Stati Uniti
Il presidente Roosevelt tentò di evitare il ripetersi dell'errore di Woodrow Wilson con la prima guerra mondiale. Propose sovente anzi delle decisioni diametralmente opposte. Wilson si professò con parole e con fatti per la neutralità, mentre Roosevelt fece sapere chiaramente di essere con la sua amministrazione dalla parte del Regno Unito e della Cina. A differenza dei prestiti concessi durante la prima guerra mondiale, gli Stati Uniti fecero concessioni gratuite su vasta scala di beni militari ed economici agli Alleati. Wilson non aveva espanso particolarmente l'industria bellica sino alla dichiarazione di guerra, ma Roosevelt lo fece. Wilson attese la dichiarazione per iniziare una bozza di lavori, Roosevelt iniziò già nel 1940. Wilson non proclamò gli Stati Uniti un alleato ufficiale, Roosevelt lo fece. Wilson non si incontrò mai coi capi di governo alleati, Roosevelt lo fece più volte. Wilson proclamò l'indipendenza politica, ben esplicitata dai famosi quattordici punti, mentre Roosevelt fece una politica collaborativa con gli Alleati. Nel 1917, gli Stati Uniti dichiararono guerra alla Germania; nel 1941, Roosevelt attese sino all'attacco nemico a Pearl Harbor. Wilson si rifiutò di collaborare coi Repubblicani; Roosevelt nominò esponenti Repubblicani a capo del Dipartimento di Guerra e del Dipartimento della Marina Militare. Wilson lasciò al generale John J. Pershing le principali decisioni militari; Roosevelt fece personalmente le principali scelte militari tra cui la strategia "Europe first". Rigettò l'idea di un armistizio e chiese sempre la resa incondizionata. Roosevelt spesso ebbe a ribadire il proprio ruolo nell'amministrazione Wilson, ma evidenziò spesso anche gli errori stessi di Wilson.

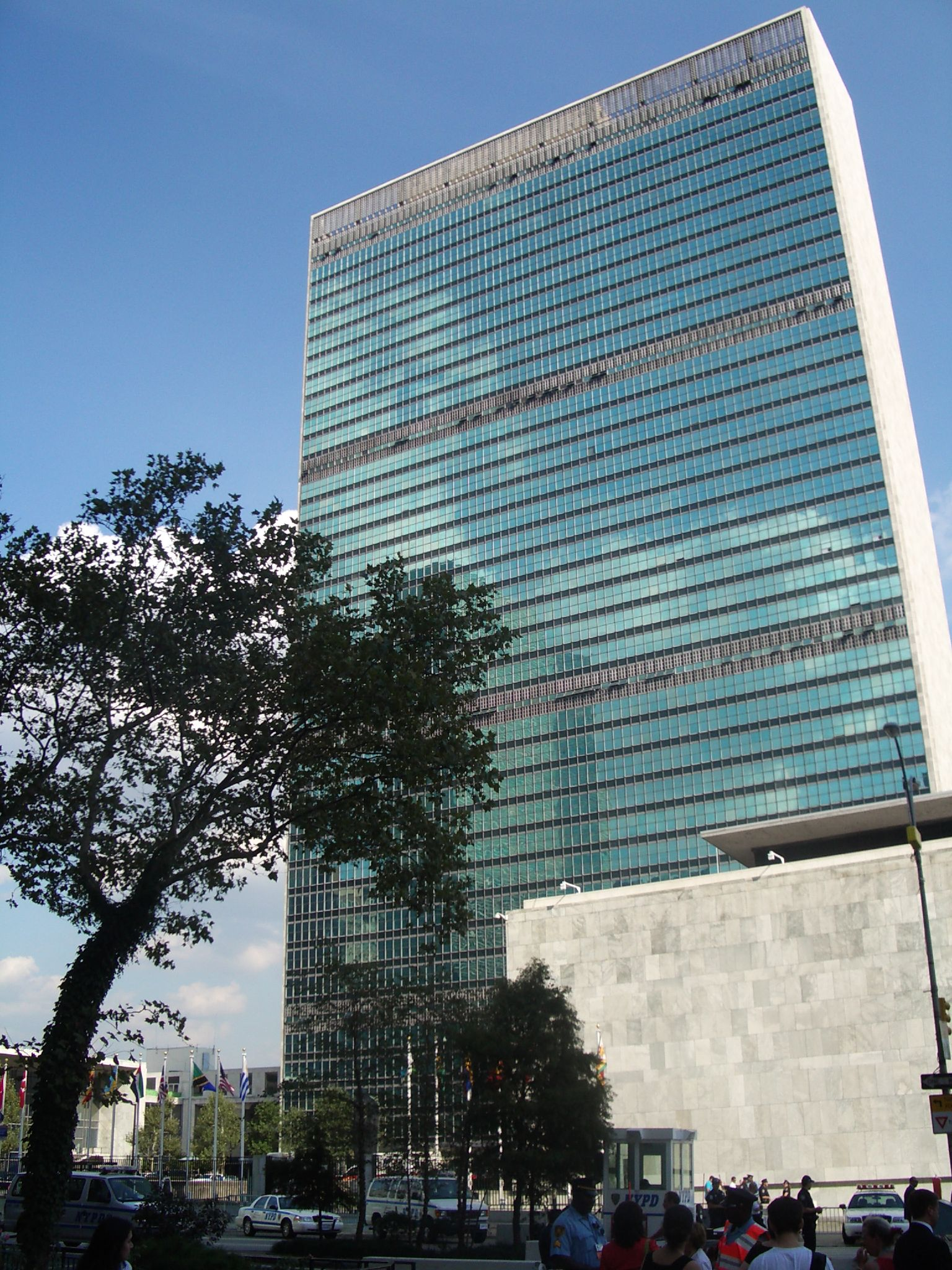
Il più grande obbiettivo a lungo termine della politica estera di Roosevelt durante la guerra fu la creazione delle Nazioni Unite per la risoluzione di tutti i problemi del mondo

### 1941–42
Dopo Pearl Harbor, i sentimenti anti-bellici di alcuni statunitensi svanirono nel nulla; la nazione era ora unita sotto l'aspetto della politica estera. L'11 dicembre 1941, Germania e Italia dichiararono guerra agli Stati Uniti. Roosevelt e i suoi consiglieri militari implementarono una strategia di guerra con obiettivi per fermare l'avanzata della Germania nell'Unione Sovietica e in Nord Africa; lanciando un'invasione da ovest dell'Europa con l'intento di impegnare i nazisti su due fronti; e salvare la Cina e sconfiggere il Giappone. L'opinione pubblica, ad ogni modo, diede priorità alla distruzione del Giappone e pertanto le forze americane vennero inviate prevalentemente nel Pacifico nel 1942.
Nelle prime settimane di guerra, il Giappone aveva conquistato le Filippine e le colonie inglesi ed olandesi nel Sudest asiatico, catturando Singapore nel febbraio del 1942. Successivamente, il Giappone tagliò i rifornimenti cinesi agli alleati. Gli Stati Uniti dovettero così provvedere ai propri rifornimenti attraversando la catena montuosa dell'Himalaya con costi enormi, sino all'apertura di una strada nel 1945.
Roosevelt incontrò Churchill sul finire di dicembre e pianificò un'alleanza informale tra Stati Uniti, Regno Unito, Cina ed Unione Sovietica. Questa includeva il piano iniziale di Churchill di invadere il Nordafrica (Operazione Gymnast) e quello statunitense per l'invasione dell'Europa occidentale, focalizzato direttamente sulla Germania (Operazione Sledgehammer). Venne raggiunto un accordo sul comando centralizzato chiamato ABDA (American, British, Dutch, Australian) per salvare la Cina e sconfiggere il Giappone. Ad ogni modo, la prima strategia atlantica rimase intatta con grande soddisfazione di Churchill. Il capodanno del 1942, Churchill e Roosevelt proclamarono la "Dichiarazione delle Nazioni Unite", con le rappresentanze di 26 paesi in opposizione al Patto tripartito di Germania, Italia e Giappone.

## Cina
Nel 1931 il Giappone aveva tratto vantaggio dal debole governo centrale cinese per fabbricare ad hoc l'incidente di Mukden e creare lo stato fantoccio del Manciukuò in Manciuria. Puyi, l'ultimo imperatore della Cina, venne riportato formalmente ancora al suo posto come sottoposto ai giapponesi. Nel 1937 l'incidente del ponte Marco Polo diede il via alla seconda guerra sino-giapponese. L'invasione venne lanciata con il bombardamento di molte città come Shanghai, Pechino e Guangzhou. Quest'ultima operazione, iniziata il 22-23 settembre 1937, portò a non poche proteste che culminarono con una risoluzione da parte della commissione apposita per gli affari dell'estremo oriente della Lega delle Nazioni. L'esercito imperiale giapponese catturò la capitale cinese di Pechino e commise dei crimini di guerra massacrandone gli abitanti. La guerra sacrificò molti soldati cinesi e pertanto il Giappone si vide costretto a creare tre stati fantoccio in cina per ottenere un consenso allargato il più possibile.
Gli Stati Uniti emersero come strenui sostenitori della Cina dopo l'invasione da parte del Giappone nel 1937. Anche gli isolazionisti che si opponevano alla guerra in Europa supportarono a questo punto la linea dura contro il Giappone. Lo scoppio della seconda guerra sino-giapponese nel 1937 che beneficiò degli aiuti della repubblica cinese guidata da Chiang Kai-shek.
La simpatia del pubblico americano venne ad aumentare dai rapporti di missionari, scrittori come Pearl Buck, oltre che dal Time Magazine che riportò le brutalità dei giapponesi in Cina, tra cui dettagliati rapporti sul massacro di Nanchino. Le relazioni giapponesi-americane vennero inasprite anche dall'incidente della USS Panay nel corso del bombardamento di Nanchino. Roosevelt chiese le scuse ufficiali del governo giapponese, che pervennero, ma le relazioni tra i due paesi continuarono irrimediabilmente a deteriorarsi. Dall'inizio del 1941 gli Stati Uniti si prepararono ad inviare degli aerei americani guidati da piloti americani sotto il comando americano, ma con uniformi cinesi, per combattere gli invasori giapponesi e bombardare poi le città giapponesi. Queste "Flying Tigers" sotto il comando di Claire Chennault giunsero sul posto poco dopo la dichiarazione di guerra.
Per aumentare i 100 P-40Bs di Chennault, nel maggio del 1941 Washington decise di inviare 144 Vultee P-48, 125 P-43 e 66 Lockheed e Douglas. L'obbiettivo era quello di dare alla Cina dall'inizio del 1942 una forza d'aria considerevole, sufficiente a "proteggere punti strategici, permettere all'esercito locale azioni difensive, permettere il bombardamento delle basi navali giapponese e fornire rifornimenti da Cina e Indocina, nonché permettere il bombardamento delle coste e dei fiumi e permettere dei bombardamenti occasionali al Giappone."
Un anno prima dell'entrata ufficiale degli Stati Uniti in guerra (dopo il 7 dicembre 1941), Chennault sviluppò un piano ambizioso per un attacco a sorpresa alle basi giapponesi. Le sue Tigri Volanti avrebbero usato bombardieri americani e piloti americani con simboli cinesi. Lo staff militare statunitense si oppose a quest'idea, ma questo stesso piano venne adottato dopo che dal momento che personaggi di rilievo come Henry Morgenthau, Jr. (il segretario del tesoro che finanziava la Cina) e in particolare il presidente Roosevelt in persona, diedero la priorità al mantenimento attivo della Cina. Dall'ottobre del 1941, bombardieri e uomini si stavano portando in Cina. Ad ogni modo l'attacco americano non ebbe luogo dal momento che i bombardieri giunsero dopo Pearl Harbor e vennero utilizzati per la guerra in Birmania.

### Durante la guerra
Dopo la dichiarazione di guerra formale nel dicembre del 1941, gli Stati Uniti si trovarono coi rifornimenti bloccati dai giapponesi e dovettero provvedere attraverso l'India e l'Himalaya. Il quartier generale di Chiang era stato spostato ora nella remota località di Chongqing. Soong Mei-ling, era stata educata negli Stati Uniti e inviò una lettera al Congresso statunitense, girando nel contempo la Cina alla ricerca di supporti. Il Congresso votò il cosiddetto Chinese Exclusion Act e Roosevelt portò alla fine i Trattati ineguali. Ad ogni modo, la percezione che il governo di Chiang fosse sull'orlo di una crisi, lo comunicavano anche le truppe poco equipaggiate e malate. I "China Hands" come Joseph Stilwell compromesso come fosse interesse degli americani entrare in comunicazione coi Comunisti cinesi per preparare una controffensiva al Giappone. La Missione Dixie, che ebbe inizio nel 1943, fu il primo contatto ufficiale degli americani coi comunisti. Altri americani, come Claire Chennault, puntarono invece sulla potenza aerea. Nel 1944, il generalissimo Chiang accolse la richiesta di Roosevelt che un generale statunitense prendesse incarico delle forze nell'area, ma richiese che Stilwell fosse richiamato. Il generale Albert Wedemeyer rimpiazzò dunque Stilwell, Patrick Hurley divenne ambasciatore e le relazioni Stati Uniti - Cina migliorarono.
Dopo la fine della seconda guerra mondiale nel 1945, scontri si sollevarono in Cina tra nazionalisti e comunisti con una guerra civile su vasta scala. Il generale americano George C. Marshall tentò di imporre una tregua, ma fallì. Le posizioni militari del Kuomintang (partito nazionalista) andarono peggiorando e nel 1949 i comunisti risultarono vittoriosi, confinando i primi verso il Taiwan e altre isole. Mao Zedong fondò quindi la Repubblica Popolare Cinese che ancora oggi perdura.

## Unione Sovietica

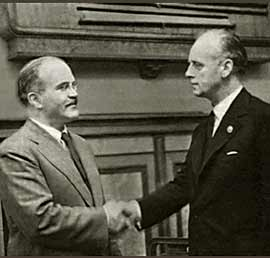
Il ministro degli esteri russo Vyacheslav Molotov (a sinistra) incontra il suo omologo tedesco Joachim von Ribbentrop per la firma del patto di non aggressione tedesco-sovietico il 23 agosto 1939

Iosif Stalin controllava la politica estera dell'Unione Sovietica, tramite Vjačeslav Molotov come ministro degli esteri. La loro politica di neutralità si impose sin dall'agosto del 1939. I sovietici ebbero delle conversazioni diplomatiche a Mosca con inglesi e francesi. I russi chiedevano un accordo con la Polonia, la quale avrebbe dovuto consentire l'accesso ai propri confini da parte dei soldati russi, perché questi ultimi potessero difenderla dalla Germania, ma la Polonia rifiutò. Il 21 agosto, Hitler fece una proposta amichevole a Stalin che portò al patto di non aggressione Molotov–Ribbentrop il 23 agosto. I sovietici conclusero il patto nella speranza di attirare elementi dell'Europa dell'est dalla loro parte, in particolare Polonia e Paesi baltici. A seguito della firma del patto, quando ne ebbe la sicurezza, la Germania invase la Polonia e la sconfisse nel giro di breve tempo; fu a quel punto che i sovietici invasero e presero il controllo della parte orientale della Polonia, decimando comunque entrambe le fazioni la popolazione polacca. Nel 1940 col massacro di Katyn', la NKVD (polizia segreta russa) condannò a morte 22.000 militari polacchi e ufficiali di polizia oltre a civili.
Per i due anni successivi, l'URSS rifornì la Germania di petrolio e grano. Il Cremlino ordinò ai partiti comunisti del mondo di denunciare pubblicamente la guerra imperialistica che Regno Unito e Francia stavano conducendo contro la Germania. Ad esempio, B. Farnborough, ebbe a dire: "Durante l'intero periodo il partito comunista funzionò come un'agenzia di propaganda per Hitler."
Dopo ripetuti avvertimenti a cui Stalin non diede ascolto, ad ogni modo, Hitler decise di liberarsi dello scomodo alleato e invase l'URSS nel giugno del 1941. Stalin si accordò a questo punto con Regno Unito e Stati Uniti, cementando tale alleanza con una serie di incontri. Gli Stati Uniti e il Regno Unito rifornirono i russi di materiale bellico. I coordinamenti militari tra le potenze ebbero inizio nell'estate del 1944. Con la fine della guerra ad ogni modo gli Alleati iniziarono a dubitare del fatto che Stalin avrebbe consentito libere elezioni nell'Europa orientale, dando inizio a un periodo di crisi che prese il nome di guerra fredda.

## Francia

### Repubblica Francese
Francia e Regno Unito collaborarono strettamente nel 1939, e assieme dichiararono guerra alla Germania due giorni dopo l'invasione della Polonia. A parte i domini britannici (Canada, Australia, Nuova Zelanda e Sudafrica), nessun'altra nazione indipendente aderì alla loro causa. Regno Unito e Francia presero una posizione difensiva, temendo attacchi aerei tedeschi sulle loro città. La Francia sperava che la Linea Maginot l'avrebbe protetta da una possibile invasione dal fronte tedesco. Ben pochi in effetti furono gli scontri dall'invasione della Polonia a metà settembre sino alla primavera successiva; fu il periodo della cosiddetta "strana guerra". La Gran Bretagna tentò diverse volte di fare da paciere, ma Hitler nemmeno rispose.
Quando la Germania ebbe mano libera per attaccare ad ovest, lanciò una Blitzkrieg contro Danimarca e Norvegia, espellendone gli inglesi. Quindi invase i Paesi Bassi e minacciò Gran Bretagna e Francia, i cui militari rimasero in trappola nella Battaglia di Francia del maggio del 1940. La Royal Navy recuperò più di 300.000 tra soldati inglesi e francesi a Dunkerque, lasciando sul campo tutto l'equipaggiamento superfluo.

### La Francia di Vichy

#### Relazioni con la Germania
Parigi cadde nelle mani dei tedeschi il 14 giugno 1940, e il governo si arrese con l'armistizio del 22 giugno 1940 con un nuovo capo di stato nella figura del maresciallo Philippe Pétain (1856-1951). Il regime di Vichy dimostrò di essere autoritario, cattolico, paternalista e antisemita. Il carisma e popolarità del suo leader per il ruolo eroico avuto nella prima guerra mondiale, contribuì a fortificarne l'autorità, pur essendo troppo anziano fisicamente per poter prestare attenzione ad alcuni dettagli. Dopo che la Germania ebbe conquistata anche Vichy nell'ottobre del 1942, installò Pierre Laval quale suo governante fantoccio lasciando Pétain un capo senza territorio.
L'armistizio incluse diversi punti che indebolirono la Francia, tutti garantiti dal fatto che la Germania aveva 2.000.000 di prigionieri di guerra e lavoratori francesi come ostaggi. La Francia di Vichy fu solo nominalmente uno stato neutrale. Non dichiarò mai guerra a Unione Sovietica o Regno Unito e venne riconosciuto diplomaticamente dai Paesi Bassi almeno sino al 1942. Sebbene la Francia di Vichy fosse nominalmente il governo dell'intera Francia (ad eccezione dell'Alsazia e della Lorena) in pratica i tedeschi controllavano 3/5 del paese, incluse le coste nord e ovest, le industrie del nordest e la regione di Parigi. Il governo di Pétain venne ricollocato nella città di Vichy e da qui rifornì i tedeschi di cibo, minerali e prodotti industriali, oltre a volontari da far lavorare nelle fabbriche tedesche. Vichy ottenne il permesso di controllare le sue colonie all'estero (difendendole così anche dal governo della Francia Libera in esilio e dagli inglesi). Nell'ottobre del 1942, la Germania prese il controllo di tutto il territorio francese.

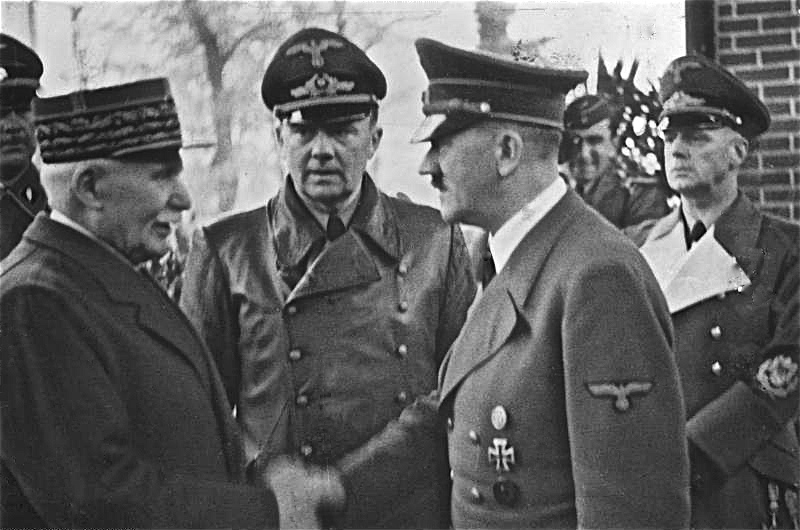
Il maresciallo Pétain, a sinistra, capo di stato di Vichy, mentre stringe la mano a Hitler il 24 ottobre 1940.

Il piccolo villaggio di Montoire-sur-le-Loir fu teatro di due incontri importanti. Il 22 ottobre 1940, Pierre Laval incontrò Hitler e il 24 ottobre Hitler incontrò Pétain. L'incontro si concluse con una pubblicizzata stretta di mano tra i due, ma di fatto la loro discussione fu molto generale e nessuna decisione di peso venne presa. Hitler rimase impressionato dalla determinazione di Petain nel difendere l'impero coloniale francese. Iniziarono però a circolare delle false notizie secondo le quali la Francia aveva fatto delle concessioni coloniali ai tedeschi. La Germania già controllava l'intera economia francese e chiese ulteriori risorse in ambito di oro e cibo. Quasi due milioni di francesi erano prigionieri di guerra in Germania e pertanto i nazisti ebbero campo facile in queste pretese. Vichy era uno stato conservatore e anticomunista, ma in pratica era senza speranze per il futuro. Vichy infine collassò nell'estate del 1944. Gli Stati Uniti garantirono a Vichy il pieno riconoscimento diplomatico, inviando l'ammiraglio William D. Leahy a Parigi come ambasciatore americano. Il presidente Roosevelt sperava di utilizzare l'influenza degli americani per incoraggiare gli elementi del governo di Vichy ad opporsi alla collaborazione militare con la Germania. Vichy continuava a controllare le proprie colonie oltremare e Washington la incoraggiò a resistere alle richieste tedesche di fare delle basi aeree in Siria o di dirottare risorse nel nord Africa francese. L'essenza della posizione americana era che la Francia non dovesse prendere azioni esplicite in campo bellico. Quando la Germania prese il pieno controllo della Francia, Stati Uniti e Canada tagliarono ogni contatto con Vichy. Dal 1942 la Germania iniziò la richiesta a Vichy di deportare gli ebrei francesi nei campi di concentramento tedeschi. Riluttanti in un primo momento, i francesi si dimostrarono in seguito più accondiscendenti. 80.000 dei 330.000 ebrei francesi lasciarono Vichy e i tedeschi ne uccisero 77.000. Quando la Germania tentò di prendere il controllo della flotta francese a Tolone nel novembre del 1942, i francesi preferirono affondare tutte le loro navi.

#### La flotta francese
Il Regno Unito temeva che la potente marina francese potesse finire nelle mani dei tedeschi e pertanto potesse essere utilizzata contro gli Alleati e in particolare contro la Royal Navy, vitale per il mantenimento delle comunicazioni e dei trasporti con l'Atlantico settentrionale. Tra i termini dell'armistizio, la Francia aveva ottenuto il permesso di mantenere la Marine nationale, a precise condizioni. Vichy disse che la marina non sarebbe mai passata nelle mani dei tedeschi, ma si rifiutò nel contempo di spostarla altrove nell'impero francese, come le era stato chiesto da altre potenze. Poco dopo la conquista della Francia un grande contingente navale a Mers-el-Kebir distrusse la flotta francese, uccidendo 1297 militari francesi. In ogni caso Vichy non dichiarò guerra al Regno Unito. Churchill ordinò inoltre che le navi francesi nei porti inglesi fossero catturate dalla Royal Navy. Lo squadrone francese ad Alessandria d'Egitto, sotto il comando dell'ammiraglio René-Emile Godfroy, venne bloccato sino al 1943.
La posizione americana verso la Francia di Vichy e verso la Francia Libera fu inconsistente. Il presidente Roosevelt era disgustato da de Gaulle, e concordava con la visione dell'ambasciatore Leahy che lo definì un "apprendista dittatore".

#### Nord Africa
Preparandosi allo sbarco in Nord Africa alla fine del 1942, gli Stati Uniti cercarono nella Francia un possibile alleato. L'alleato principale sembrava Henri Giraud, ma egli godeva di ben poco supporto locale. Il capo del governo di Vichy, l'ammiraglio François Darlan, era stato catturato. Gli Alleati, con il generale Dwight D. Eisenhower in testa, siglarono un accordo con l'ammiraglio Darlan il 22 novembre 1942 nel quale gli Alleati si impegnavano a riconoscere Darlan come alto commissario francese per il Nord Africa e l'Africa Occidentale. Gli Alleati si dimostrarono increduli nella concessione di un tale ruolo a un ex collaborazionista dei nazisti; Roosevelt e Churchill diedero il loro supporto ad Eisenhower in quanto egli seguiva pedissequamente un piano da loro elaborato. Darlan venne assassinato il 24 dicembre 1942 e pertanto Washington dovette nuovamente rivolgersi a Giraud, che venne a sua volta nominato alto commissario francese per le aree africane. Giraud non riuscì a costituire una base politica e venne rimpiazzato dall'ultimo uomo rimasto saldamente a capo di un certo consenso, de Gaulle.

### La Francia Libera

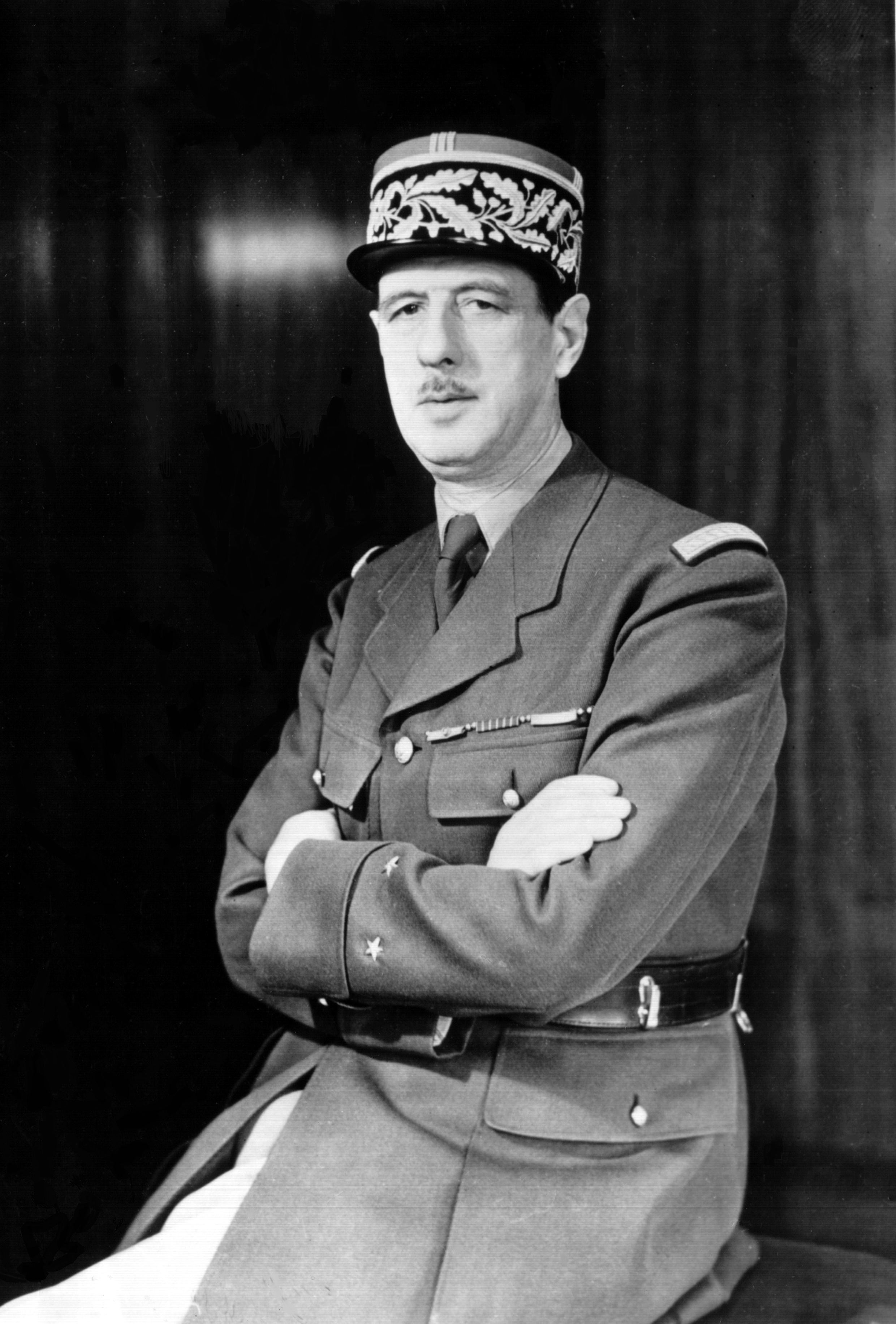
Il generale de Gaulle negli anni della guerra

La Francia Libera insorse contro il governo di Vichy pur rimanendo di base a Londra e in alcune colonie francesi d'oltremare, sotto la guida del carismatico generale Charles de Gaulle. Alto ufficiale, rigetto la resa del giugno del 1940 e si oppose al governo del maresciallo Pétain. Da Londra il 18 giugno 1940 iniziò a mandare dei messaggi radio esortando i patrioti francesi a resistere alla Germania nazista Organizzò le Forze della Francia Libera con soldati fuggiti da Dunquerque con i soldati inglesi. Con il supporto dell'esercito inglese la Francia Libera ottenne gradualmente il controllo di tutte le colonie francesi ad eccezione dell'Indocina che era stata nel frattempo invasa e conquistata dal Giappone. Gli Stati Uniti, il Regno Unito e il Canada volevano che fosse la Francia di Vichy a mantenere il controllo nominale sulle piccole isole di St. Pierre and Miquelon per ragioni di prestigio, ma de Gaulle ottenne anch'esse alla fine del 1941.
Quando inglesi e americani sbarcarono in Francia nel giugno del 1944, de Gaulle capeggiò il governo in esilio di base a Londra, ma continuò a creare problemi diplomatici agli Stati Uniti e al Regno Unito. Si rifiutò di permettere ai soldati francesi di sbarcare nel D-Day e insistette perché la Francia fosse trattata al rango di grande potenza dagli Alleati, oltre al fatto di ritenersi lui stesso un capo di stato. Churchill, incastrato tra gli Stati Uniti e de Gaulle, tentò di trovare un compromesso. Gli Stati Uniti e il Regno Unito permisero a de Gaulle di marciare per primo nella Parigi liberata alla testa delle sue truppe dopo l'abbandono dei tedeschi.

## Neutrali
I principali paesi neutrali furono Irlanda, Portogallo, Spagna, Svezia, Svizzera e Turchia.
L'Unione Sovietica fu ufficialmente neutrale sino al giugno del 1941 in Europa, e sino all'agosto del 1945 in Asia, quando attaccò il Giappone in collaborazione con gli Stati Uniti.

### America Latina
Gli Stati Uniti, illudendosi, credevano che la Germania avesse un piano per sovvertire e prendere il controllo di gran parte dell'economia del Sud America. Washington fece dell'attività antinazista una sua priorità nella regione. Dal luglio del 1941, il presidente Franklin Delano Roosevelt autorizzò la creazione dell'Ufficio del Coordinatore degli affari inter-americani (OCIAA) in risposta alla propaganda nazista e italiana nell'America Latina. Attraverso l'uso dei nuovi mezzi di comunicazione (film e trasmissioni radio) negli Stati Uniti, Roosevelt adottò una politica di buon vicinato, promuovendo il panamericanismo prevenendo un'ostilità militare in America Latina attraverso la diplomazia culturale. Tre paesi aderirono attivamente agli sforzi di guerra, mentre altri passivamente ruppero le relazioni o nominalmente dichiararono guerra. Cuba dichiarò guerra nel dicembre del 1941 e venne attivamente utilizzata per difendere il Canale di Panama. Non inviò ad ogni modo delle forze in Europa. Il Messico dichiarò guerra alla Germania nel 1942 dopo che dei sottomarini affondarono un trasporto messicano che trasportava petrolio non lavorato diretto verso gli Stati Uniti. Inviò uno squadrone di 300 uomini contro il Giappone nel 1945. Il Brasile dichiarò guerra alla Germania e all'Italia il 22 agosto 1942 e inviò 25.700 fanti, che combatterono principalmente sul fronte italiano, dal settembre del 1944 al maggio del 1945. La sua marina e la sua aviazione combatterono principalmente nell'Oceano Atlantico.

#### Argentina
L'Argentina ospitò una forte presenza ben organizzata di elementi favorevoli al nazismo già prima della guerra che era controllata dalla Germania tramite il locale ambasciatore tedesco. Brasile, Cile e Messico avevano movimenti di molto inferiori se comparati a quello argentino. La politica estera americana collaborava per unire tutta l'America Latina in una coalizione contro la Germania, ma l'Argentina si dimostrò riluttante e gli Stati Uniti dovettero agire pesantemente sul governo argentino. Gli americani infatti si opposero al colpo di stato militare del 1943. Le relazioni tra i due paesi peggiorarono ulteriormente al punto che Washington considerò la possibilità di isolare diplomaticamente ed economicamente l'Argentina e tentò invano di tenerla fuori dalle Nazioni Unite nel 1945. Gli storici sono oggi concordi sul fatto che la supposta affinità tra Argentina e Germania sia stata troppo esagerata dalla storiografia.
Il governo argentino rimase neutrale sino agli ultimi giorni della guerra ma tollerò l'accoglienza di ex capi della Germania nazista provenienti anche dal Belgio e dalla Francia di Vichy dopo il 1945. D'altro canto iniziò a crescere una teoria di cospirazione secondo la quale i nazisti emigrati in Argentina sarebbero stati davvero moltissimi con un apporto notevole di oro nel paese ospitante. Gli storici hanno oggi dimostrato che sia l'oro che i nazisti presenti in Argentina furono probabilmente molto pochi, ma ancora oggi il mito sopravvive.

### Stati baltici
Malgrado la dichiarazione di neutralità gli stati baltici vennero segretamente assegnati alla sfera d'influenza sovietica col patto Molotov-Ribbentrop e successivamente occupati dall'Unione Sovietica e dalla Germania nazista. Le legazioni diplomatiche continuarono a rappresentare gli stati baltici durante tutto il periodo della guerra. Gli Stati Uniti non riconobbero mai né il controllo dei tedeschi né quello dei russi sull'area.

### Irlanda
L'Irlanda tentò di mantenersi strettamente neutrale nel corso della guerra e si rifiutò di permettere alla Gran Bretagna di utilizzare le sue basi militari. Ad ogni modo ebbe notevoli esportazioni a favore del Regno Unito e diversi furono pure i volontari che entrarono nelle forze armate britanniche.

### Portogallo

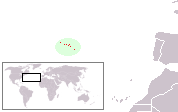
Le Isole Azzorre

Il Portogallo controllava le strategiche e vitali isole Azzorre nell'Atlantico, e sia la Gran Bretagna che gli Stati Uniti avevano aderito alla cosiddetta Operazione Alacrity, un piano per invaderle se necessario. Il Portogallo sebbene in alleanza con l'Inghilterra era ufficialmente neutrale; il suo maggior successo fu quello di evitare l'invasione tedesca. Il suo dittatore Salazar collaborò con gli inglesi e vendette loro gomma e tungsteno. Alla fine del 1943 permise agli Alleati di porre nel territorio delle Azzorre delle basi aeree per contrastare i sottomarini tedeschi nell'Atlantico. Aiutò nel contempo la Spagna ad evitare che i tedeschi potessero prendere il controllo dello stato. Il tungsteno fu il principale prodotto di esportazione e venne venduto nel contempo anche alla Germania; tale commercio con la Germania nazista ad ogni modo si bloccò completamente nel giugno del 1944, temendo che la Germania volesse invadere il Portogallo. Salazar lavorò per riottenere il controllo di Timor Est dopo che i giapponesi l'avevano conquistata. Accolse diverse migliaia di ebrei rifugiati. Lisbona mantenne connessioni aeree regolari con la Gran Bretagna e con gli Stati Uniti, fu base per diverse missioni di spionaggio e venne utilizzata come città-base per la Croce Rossa Internazionale. I quaccheri e altri gruppi pacifisti la utilizzarono come base di accoglienza per i loro rifugiati.

### Spagna

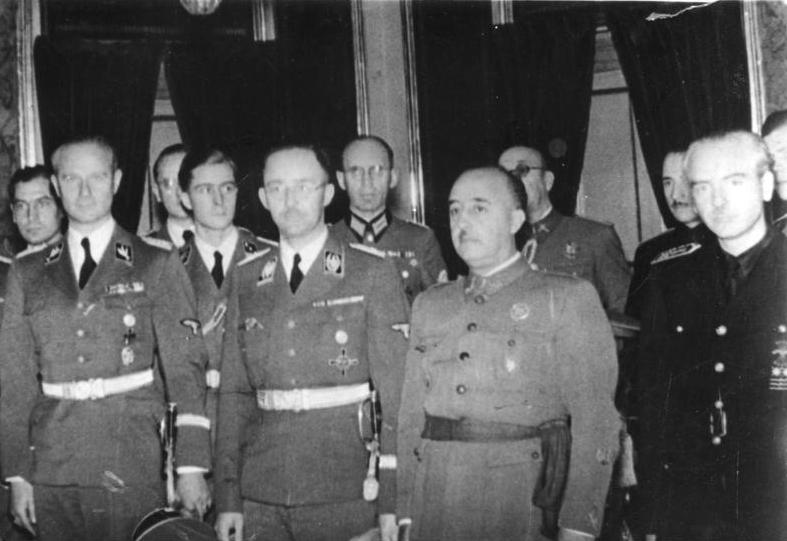
I gerarchi nazisti (da sinistra) Karl Wolff e Heinrich Himmler incontrano il dittatore spagnolo Francisco Franco e il suo ministro degli esteri Serrano Súñer a Madrid, ottobre 1940.

I capi nazisti cercarono per diverso tempo di persuadere il regime di Franco ad entrare in guerra e a permettere così all'esercito tedesco di marciare su Gibilterra. I contatti iniziali risultarono futili. Franco aveva sicuramente delle simpatie per i nazisti, ma rimase empaticamente neutrale. Franco ad ogni modo si trovò a dover ripagare Germania e Italia per il supporto durante la guerra civile per l'aiuto militare ottenuto. Venne quindi costretto a vendere alla Germania dei rifornimenti, in particolare tungsteno, difficile da trovare sul suolo spagnolo. Formò inoltre la Division Azul composta da 45.000 volontari che combatterono esclusivamente sul fronte orientale.
La Spagna si proclamò ad ogni modo sempre neutrale e commerciò anche con gli Alleati. La Germania aveva interesse nell'assediare liberamente la fortezza chiave di Gibilterra che controllava l'accesso al mediterraneo e che si trovava da secoli nelle mani degli inglesi, ma Franco pose il suo esercito al confine con la Francia per dissuadere la Germania dall'occupare la Penisola Iberica. Franco dispose tutto il suo pragmatismo e tutta la sua determinazione in favore del solo interesse della Spagna, sia davanti alle pressioni economiche degli Alleati sia davanti alle richieste militari dell'Asse, sfruttando l'isolamento geografico della Spagna. Col progredire della guerra la sua linea divenne ancora più dura nei confronti della Germania e più accomodante verso gli Alleati.

### Svezia
La Svezia rimase neutrale nel corso della guerra, evitando il fato dei suoi vicini, la Norvegia occupata e la Finlandia sconfitta. La storiografia dominante svedese per decenni dopo la guerra ignorò completamente anche la seconda guerra mondiale quasi nel tentativo di esorcizzarne gli effetti che pure aveva avuto sulla popolazione svedese. La Svezia fu neutrale, ma collaborò con la Germania per la propria sopravvivenza, facendo ai nazisti vaste concessioni commerciali di fronte a un'imminente minaccia. La Germania abbisognava del ferro svedese. La nazione era governata all'epoca da un governo di unità nazionale che includeva tutti i principali partiti del Riksdag. I personaggi chiave di questo periodo furono il primo ministro Per Albin Hansson e il ministro degli esteri Christian Günther. Re Gustavo V aveva delle tendenze filonaziste che il governo però seppe contenere entro certi limiti.

### Svizzera
La Svizzera nel secondo conflitto mondiale fu neutrale ma commerciò con ambo le parti. Mobilitò il suo esercito per difendersi da qualsiasi invasione. I tedeschi effettivamente elaborarono un piano per invadere la Svizzera, ma poi non lo misero mai fisicamente in pratica. Tagliata fuori dagli Alleati, la Svizzera commerciò perlopiù con i tedeschi e le banche svizzere favorirono i nazisti consentendo loro di avere un luogo ove stoccare i risultati delle loro razzie. Gli svizzeri dipendevano dal resto dalla Germania per l'importazione di cibo e carburante. Producendo strumenti e armi di alta precisione (catene diamantate e cronografi tra le altre cose) la Gran Bretagna se ne servì su vasta scala. La Svizzera divenne un centro per spie e per lo spionaggio.
Le banche svizzere pagarono 1,3 miliardi di franchi svizzeri per ottenere dell'oro dalla Germania; la Germania utilizzò i franchi per comprare rifornimenti nel mercato globale. Ad ogni modo gran parte dell'oro venne poi razziato durante la guerra dagli Alleati in Svizzera. Nel 1947 la Svizzera pagò 250.000.000 di franchi in cambio dell'ottenimento di un ruolo primario nelle transazioni di oro in Europa.
La Svizzera accolse 48.000 rifugiati durante la guerra, di cui 20.000 erano ebrei. Riconobbe inoltre a 40.000 lo status di rifugiati.
Il ruolo della Svizzera nei confronti della Germania nazista riemerse in maniera molto controversa negli anni '90 del Novecento. Lo storico Wylie disse a tal proposito che la "Svizzera era stata condannata alla sua parte di guerra. Venne accusata di aver sottaciuto il genocidio, rifiutandosi di concedere asilo politico alle vittime di Hitler, di aver favorito con le proprie banche l'economia di guerra nazista e di aver approfittato delle sporche azioni di Hitler appropriandosi dei beni preziosi di quanti morivano nei campi di concentramento." Sull'altro fronte, Churchill disse al suo ministro degli esteri alla fine del 1944:
"Di tutti gli stati neutrali, la Svizzera è quella che più si è distinta. È stata l'unica forza internazionale di collegamento tra noi e le forze nemiche. A chi importa se ha favorito più noi che i tedeschi a livello commerciale per mantenersi semplicemente in vita? È rimasta uno stato democratico, difendendosi tra le montagne, indipendentemente dal pensiero, dalla razza."

### Turchia

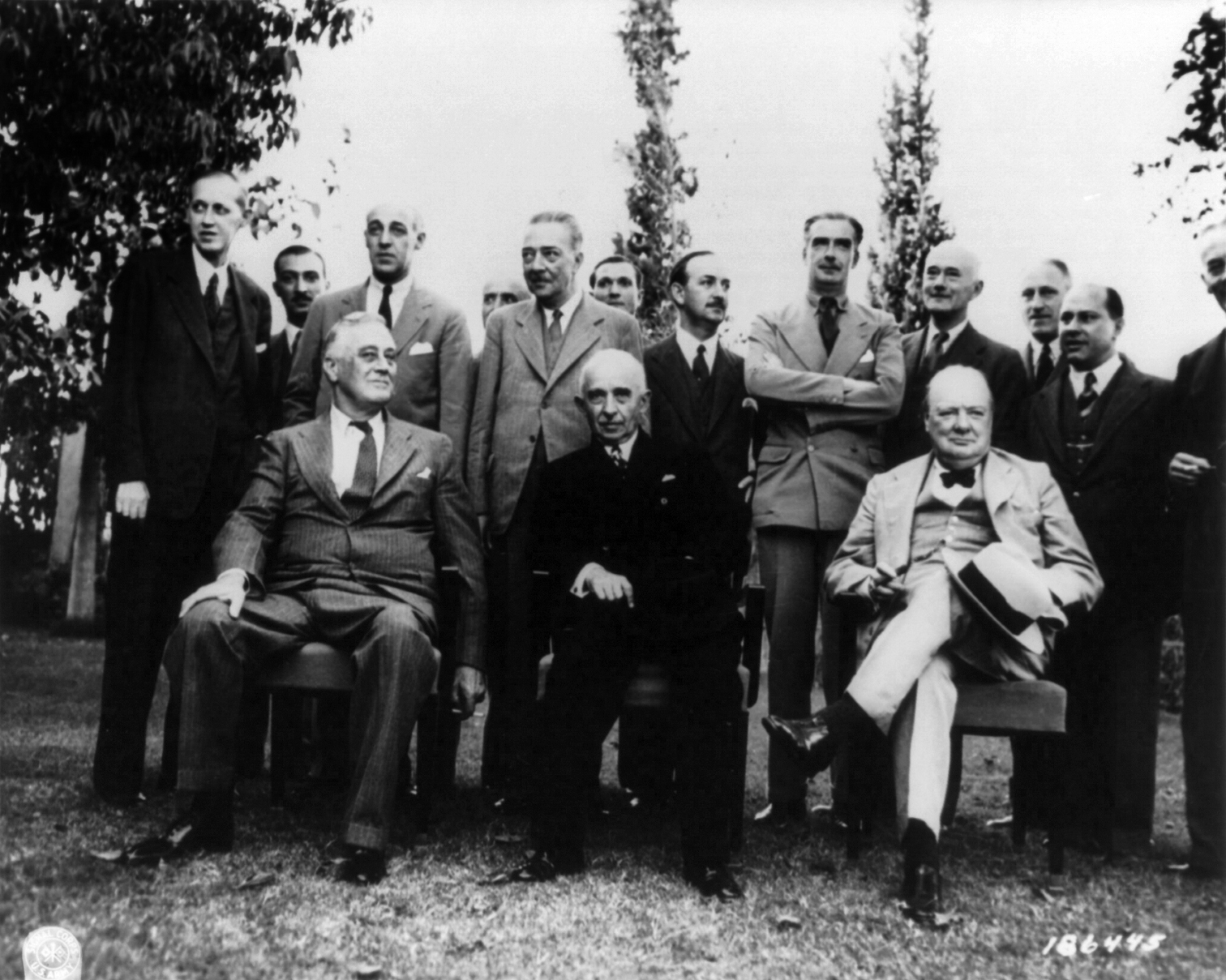
Roosevelt, Inönü e Churchill alla Seconda Conferenza del Cairo che ivi si tenne tra il 4 e il 6 dicembre 1943.

La Turchia rimase neutrale nella guerra, ma siglò un trattato con Regno Unito e Francia nell'ottobre del 1939 secondo il quale gli Alleati avrebbero dovuto difendere la Turchia se la Germania l'avesse attaccata. L'accordo venne siglato dietro prestito della somma di 41.000.000 di dollari. La minaccia di un'invasione vi fu nel 1941, ma alla fine non ebbe luogo e Ankara si rifiutò di cedere alle richieste dei tedeschi di consentire l'attraversamento del proprio territorio per giungere in Siria o in Russia. La Germania era stata il principale partner commerciale della Turchia prima della guerra e pertanto anche la Turchia continuò a commerciare con ambo i fronti. Gli Alleati tentarono di fermare il commercio con la Germania (in particolare la vendita di cromo) senza riuscirvi. A partire dal 1942 gli Alleati diedero aiuto militare alla Turchia chiedendo se possibile la dichiarazione di guerra congiunta. Il presidente della Turchia conferì con Roosevelt e con Churchill alla Conferenza del Cairo nel novembre del 1943, e promise di entrare in guerra qualora fosse stato rifornito di armi appieno. Dall'agosto del 1944, con la Germania sull'orlo della sconfitta, la Turchia decise di interrompere le proprie relazioni. Nel febbraio del 1945, dichiarò guerra alla Germania e al Giappone, mossa simbolica che consentì poi alla Turchia di entrare a far parte delle Nazioni Unite. Nel frattempo, peggiorarono anche le relazioni con Mosca, sulla base della Dottrina Truman del 1947 e per l'inizio della guerra fredda.

## Asse

Animazione sul teatro di guerra europeo.

I dittatori di Germania e Italia, rispettivamente Hitler e Mussolini, ebbero tra loro diverse conferenze. Nessuno dei due incontrò mai i leader giapponesi. L'ambasciatore giapponese in Germania gestì gran parte dei negoziati tra Germania e Giappone, ma i suoi messaggi in codice vennero in gran parte intercettati e decriptati dagli Stati Uniti a partire dal 1941. Gli Stati Uniti li condivisero quindi con il Regno Unito, rivelando così importanti piani dei tedeschi.

### Germania
La politica estera della Germania durante la guerra previde la creazione di un governo alleato sotto il diretto o indiretto controllo di Berlino. L'obiettivo principale era di ottenere dei soldati dai principali alleati (tra cui Italia ed Ungheria) e milioni di lavoratori per ampliare i propri rifornimenti di cibo come nel caso della Francia di Vichy. Alla fine del 1942, vi erano 24 divisioni militari dalla Romania e dal fronte orientale, 10 dall'Italia e 10 dall'Ungheria al servizio della Germania nazista. Quando un paese non era più utile, la Germania era solita assumerne il pieno controllo, come fece con la Francia nel 1942, con l'Italia nel 1943 e con l'Ungheria nel 1944. Il pieno controllo permetteva ai nazisti anche di portare avanti la decimazione della popolazione ebrea degli stati occupati. Anche se il Giappone era ufficialmente una potenza alleata dell'Asse, le relazioni con esso furono distanti sia geograficamente sia come mentalità, al punto che ad esempio la Germania si rifiutò di condividere la formula segreta per realizzare del petrolio sintetico dal carbone sino alla fine della guerra.

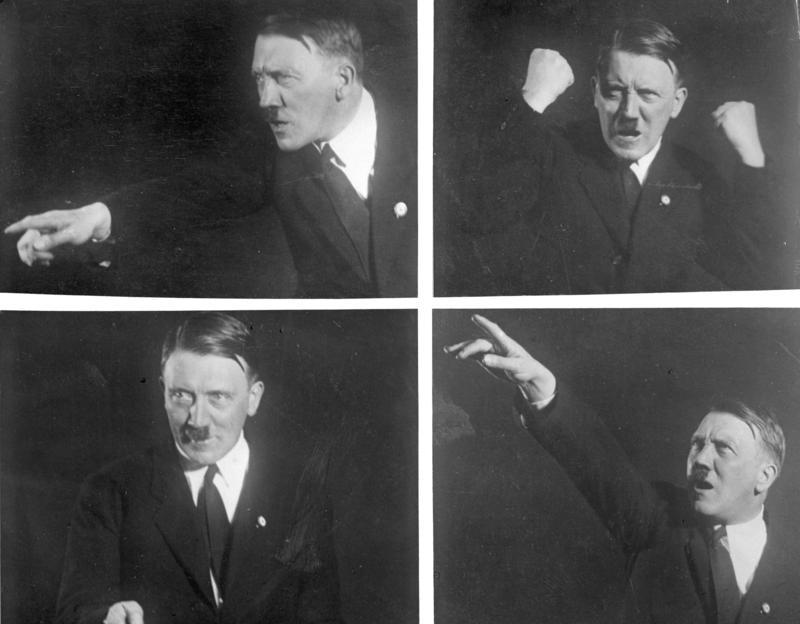
Hitler durante un discorso

DiNardo suggerì che la politica estera della Germania in Europa non fu funzionale in quanto Hitler trattò ciascun alleato separatamente e si rifiutò de facto di creare una sorta di staff combinato per sincronizzare politiche, armamenti e strategie. Italia, Finlandia, Romania e Ungheria, ciascuno stato interagiva in maniera indipendente con Berlino e non coordinò mai le proprie attività con gli altri. La Germania era riluttante a condividere le proprie tecnologie e persino ad istruire ufficiali provenienti dall'estero. Vi furono ad ogni modo alcune eccezioni come ad esempio la stretta collaborazione tra forze tedesche e italiane in Nord Africa.

#### Hitler
Hitler dedicò gran parte della propria attenzione durante la guerra all'esercito e alle questioni diplomatiche. Frequentemente incontrò capi di stato e di governo esteri, come il famoso incontro avvenuto il 10 gennaio 1943 col premier rumeno maresciallo Ion Antonescu, coi principali generali di ambo le parti. Il 9 agosto 1943, Hitler convocò lo zar Boris III di Bulgaria ad un incontro nel quale gli chiese di dichiarare congiuntamente guerra alla Russia. Lo zar si rifiutò, ma fu d'accordo nel dichiarar guerra alla più distante Inghilterra. Lo zar morì tre settimane dopo a causa di un infarto, anche se qualcuno parlò di avvelenamento.

#### Lavori forzati
La politica tedesca era di non utilizzare o costruire fabbriche nella parte occupata dell'Europa orientale ma di spostare piuttosto milioni di lavoratori nelle fabbriche e nelle fattorie tedesche. Alcuni vennero costretti, altri partirono volontariamente, altri furono prigionieri di guerra. Guardati a vista, disponevano di poco cibo e di scarsi alloggi ed erano trattati con durezza. Il loro morale era molto basso. Al picco massimo le forze di lavoro forzato costituivano il 20% della forza lavoro totale della Germania. Contando i morti, circa 15.000.000 di individui vennero costretti a lavorare forzatamente per la Germania durante la guerra. In gran parte provenivano dalla Polonia, dalla Russia e dalle aree dell'est; tutti i sopravvissuti rimpatriarono alla fine della guerra. La Francia di Vichy fu uno dei pochi paesi che fu in grado di influenzare la politica tedesca, tentando di proteggere seppur dall'esterno i diritti dei propri 2.000.000 di lavoratori impiegati in Germania come prigionieri di guerra.

#### Le minacce alla Polonia
Nel gennaio del 1934 la Germania siglò un patto di non aggressione con la Polonia seguito da un altro trattato alla fine dell'anno. In primavera Hitler ponderò a lungo la possibilità di costituire un'alleanza militare con la Polonia. Tra il 1919 e il 1939 la Polonia perseguì una politica bilanciata tra l'Unione Sovietica e la Germania nazista ed ottenne dei trattati di non aggressione con ambo le parti.
All'inizio del 1939 Hitler chiese alla Polonia di aderire al suo patto anticomintern per assistere la Germania nel suo pia no di invadere l'Unione Sovietica. Steiner disse che Hitler "era intenzionato a creare l'accordo col colonnello Beck, il potente ministro degli esteri della Polonia, che avrebbe portato Danzica e il "corridoio polacco" ancora nelle mani del Reich mantenendosi in termini amichevoli con la Polonia." Hitler offrì alla Polonia un nuovo patto di non aggressione e il riconoscimento delle proprie frontiere se avesse permesso agli abitanti tedeschi di Danzica di fare ritorno in Germania e di concedere del territorio che permettesse alla Germania propriamente detta di collegarsi a Danzica e alla Prussia orientale attraverso l territorio polacco. La Polonia rifiutò la proposta. Per la Polonia questo rifiuto significava la perdita dell'indipendenza; Danzica non era il primo obbiettivo dei tedeschi. Dal marzo di quello stesso anno Hitler rifiutò di fare altre proposte ai polacchi e in aprile iniziò a pianificare un'invasione.
La Polonia aveva diversi stati amici sul piano internazionale. Alla fine di marzo del 1939 Gran Bretagna e Francia annunciarono che se la Germania avessero invaso la Polonia essi stessi avrebbero dichiarato guerra ai tedeschi. Ad ogni modo, in termini di aiuti militare alla Polonia, ciascuna potenza realizzò di poter fare molto poco se la Germania avesse invaso la Polonia e la "resistenza polacca sarebbe collassata già dai primi stadi della guerra". Nel contempo "si pensava ad una maggiore offensiva da ovest." La speranza dei polacchi e degli alleati era quella che una guerra in contemporanea su due fronti sarebbe stato un valido deterrente per la Germania. Hitler credeva che Regno Unito e Francia stessero bluffando, ma dall'agosto di quello stesso anno cercò segretamente di risolvere il problema sovietico con la conclusione di un accordo con Stalin, il quale previde tra le altre cose una spartizione della Polonia con la Russia. Inglesi e francesi diedero prova di non stare bluffando dichiarando guerra alla Germania quando questa decise infine di invadere la Polonia il 1º settembre, ma la loro posizione d'aiuto risultò comunque pressoché nulla.
La Polonia aveva un esercito di un milione di uomini, ma cadde poco dopo per la mancanza di adeguata leadership, di allenamento e di equipaggiamento. Il budget militare polacco era circa il 2% di quello della Germania; il comandante generale dell'esercito polacco, il maresciallo Smigly-Rydz, si dimostrò più volte impreparato. L'Armata Rossa sovietica invase quindi la Polonia senza una formale dichiarazione di guerra il 17 settembre 1939, immediatamente dopo fine la guerra non dichiarata tra l'Unione Sovietica e l'Impero giapponese nelle battaglie di Khalkhin Gol (Nomonhan). La Polonia ne risultò divisa tra Germania e Unione Sovietica.

#### Gruppi fascisti nel mondo
Durante la guerra, la Germania nazista coltivò delle relazioni con fascisti e gruppi di estrema destra anche nei territori neutrali o controllati dagli Alleati come la Ossewabrandwag, un'organizzazione paramilitare africana che si rifaceva come ideologia al partito nazista.

### Italia
La politica di Hitler si dimostrò da subito molto vicina a Benito Mussolini, nella speranza che egli sarebbe rimasto almeno neutrale e avrebbe permesso i piani d'espansione di Hitler. Ad ogni modo, nel maggio del 1939, Mussolini decise addirittura di aderire alle potenze dell'Asse a fianco della Germania, siglando il Patto d'Acciaio. Quando la Francia era sul punto di collassare, Mussolini entrò in guerra e ne ottenne qualche bottino di guerra. Il ruolo dell'Italia fu sicuramente quello della marina che era in grado di competere con quella inglese nel Mediterraneo. Roosevelt denunciò la mossa: "In questo decimo giorno di giugno del 1940, le mani che stringono il pugnale l'hanno affondato nella schiena del loro vicino."

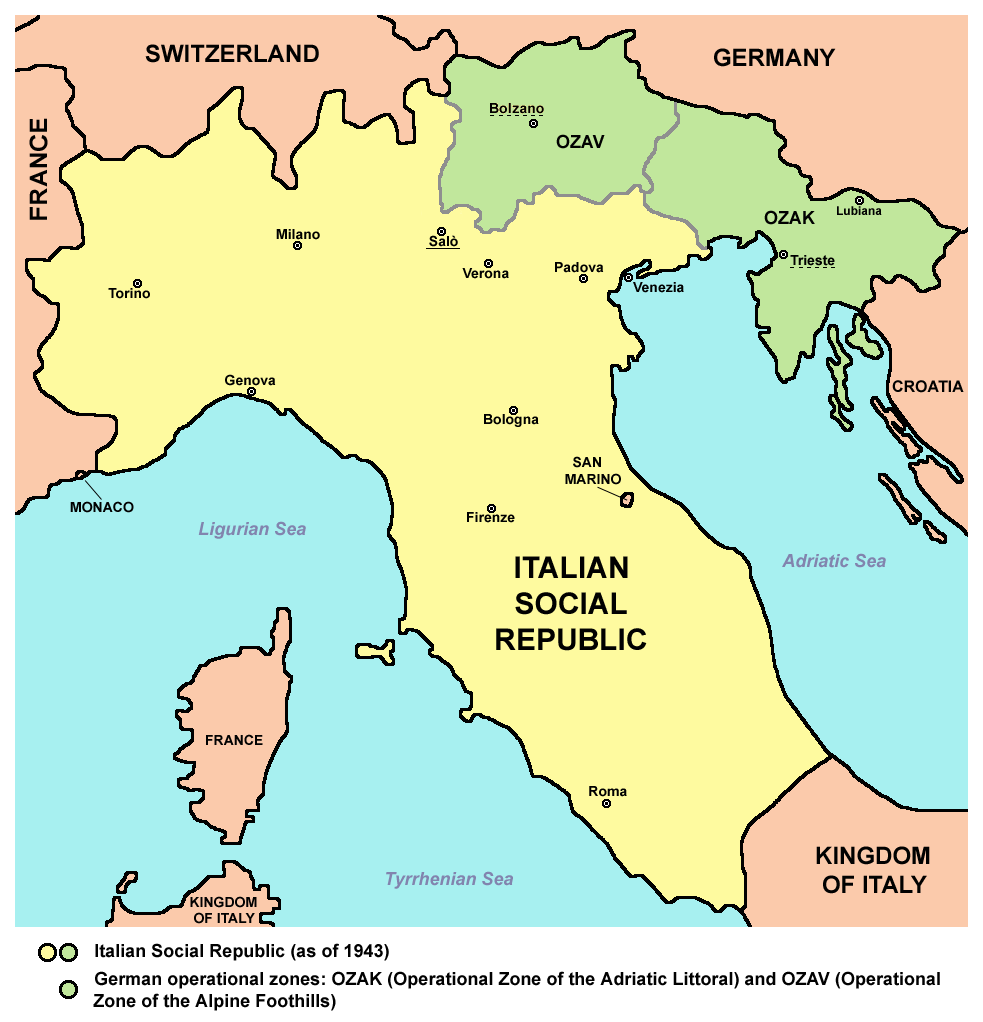
La Repubblica Sociale Italiana (RSI) nel 1943 in giallo e verde. Le aree in verde furono le aree delle operazioni militari tedesche sotto la diretta amministrazione della Germania.

L'Italia era poco preparata alla guerra e cadde sempre più sotto l'influenza nazista. Gli sforzi militari dell'Italia in Egitto, Grecia, Etiopia e Jugoslavia, spinsero spesso la Germania a intervenire per salvare il suo alleato. Dopo che gli Alleati ebbero invaso e preso la Sicilia e l'Italia meridionale nel 1943, il regime collassò. Mussolini venne arrestato e il re nominò il generale Pietro Badoglio al ruolo di nuovo primo ministro. La nuova Italia cambiò fronte, aderendo agli Alleati e bandendo ufficialmente il Partito Fascista. Ad ogni modo la Germania decise di muoversi, occupando tutta l'Italia a nord di Napoli. I tedeschi riuscirono a recuperare Mussolini e Hitler lo instaurò in uno stato fantoccio noto col nome di Repubblica Sociale Italiana, spesso chiamata Repubblica di Salò; ne risultò una guerra civile. La Germania si fece strada a fatica attraverso le montagne italiane, che erano l'unica opportunità difensiva della penisola in quel contesto.
Il Regno Unito nel 1944 temeva che l'Italia sarebbe divenuta uno stato comunista sotto l'influenza sovietica. Abbandonò il proprio concetto di egemonia inglese sull'Italia e lo sostituì con una politica di supporto a un'Italia indipendente sotto un'alta influenza americana.

### Balcani
Hitler, preparandosi ad invadere l'Unione Sovietica, variò i propri obiettivi per assicurarsi che il fianco sud e quello balcanico fossero sicuri. La Romania si trovava sotto pesanti pressioni e venne costretta a cedere più di 100 km quadrati di territorio con 4.000.000 di abitanti a URSS, Ungheria e Bulgaria; le truppe tedesche si portarono a proteggere i vitali pozzi petroliferi (unica importante fonte di petrolio per la Germania). La Romania siglò un patto con l'Asse e divenne un alleato della Germania (novembre 1940). Allo stesso modo si comportarono Ungheria (novembre 1940) e Bulgaria (marzo 1941).

#### Grecia

Controffensiva greca contro l'Albania controllata dagli italiani, fine del 1940.

Nella primavera del 1939, l'Italia occupò e annetté l'Albania. Il Regno Unito tentò di porre dei deterrenti all'invasione garantendo la frontiera greca. La Grecia, sotto la dittatura di Ioannis Metaxas, supportò gli interessi degli alleati rigettando le richieste degli italiani. L'Italia invase la Grecia il 28 ottobre 1940, ma i greci riuscirono a respingere gli invasori dopo brevi scontri (vedi guerra greco-italiana). A metà di dicembre del 1940, i greci occuparono quasi un quarto dell'Albania, bloccando circa 530.000 militari italiani. Metaxas era favorevole alla Germania, ma dopo la sua morte nel gennaio del 1941 la Grecia accettò i rifornimenti e la presenza di truppe inglesi sul proprio suolo. Nel marzo del 1941, un contrattacco italiano fallì, umiliando le pretese militari dell'Italia.
La Germania aveva bisogno di assicurarsi il fianco sud in preparazione all'invasione della Russia e pertanto Hitler, seppur riluttante, venne costretto a lanciare la battaglia di Grecia nell'aprile del 1941. Le truppe dell'Asse riuscirono ad invadere la Jugoslavia, raggiungendo in breve la Grecia e i difensori inglesi. La Grecia venne divisa tra tedeschi, italiani e bulgari. Il governo greco in esilio venne costituito al Cairo (poi spostato a Londra) e la Germania piazzò uno stato fantoccio ad Atene.
Il periodo di guerra fu duro per i greci; la carestia continuava imperterrita dato che il grano veniva perlopiù dirottato ai tedeschi come rifornimento. La malaria divenne epidemica. I tedeschi si vendicarono brutalmente per i sabotaggi della resistenza greca. Vennero organizzati diversi gruppi di resistenza al nemico, ma spesso questi erano anche opposti tra loro. Tra questi citiamo la Lega Nazionale Repubblicana Greca (EDES), la Liberazione Nazionale e Sociale (EKKA). Il più forte di tutti era sicuramente il Fronte di Liberazione Nazionale comunista (EAM); il suo braccio armato, l'esercito del Fronte di Liberazione Nazionale (ELAS) vantava 50.000 uomini al proprio servizio. Le rivalità perdurarono anche dopo l'abbandono dei tedeschi del suolo greco nel settembre del 1944.

#### Jugoslavia e Croazia
La Jugoslavia si era schierata come alleato della Germania dal marzo del 1941, ma nel giro di breve tempo un colpo di stato anti-nazista guidato dai serbi con l'aiuto degli inglesi, detronizzò il principe reggente, respinse i nazisti e installò sul trono il diciassettenne re Pietro II.

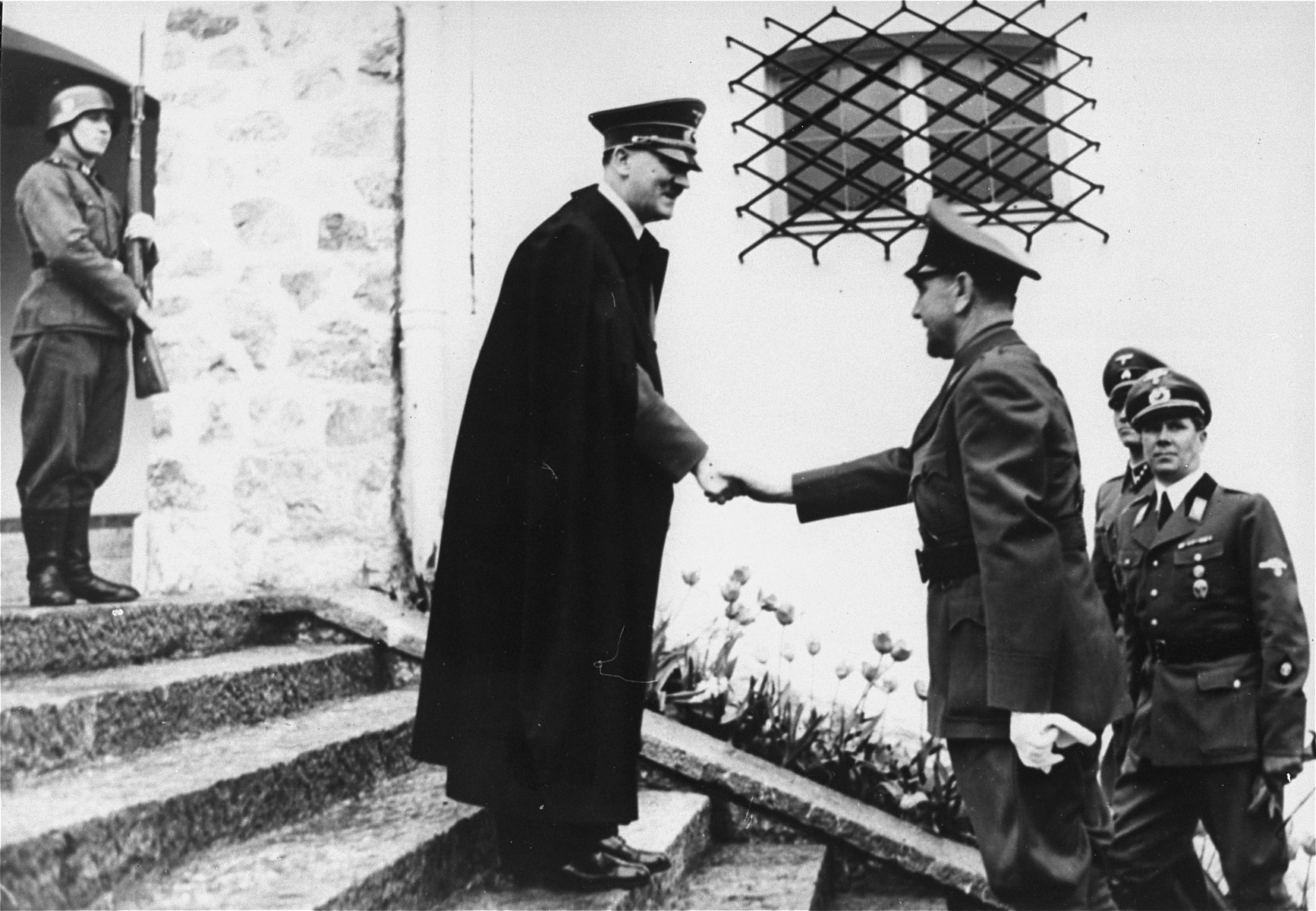
Il dittatore di Croazia, Ante Pavelić (a destra) con Hitler; lo Stato Indipendente di Croazia (da non confondere con l'attuale Repubblica di Croazia) era uno stato dell'Asse

La Germania bombardò immediatamente la capitale serba di Belgrado e la invase in forze il 6 aprile. Nel giro di pochi giorni i tedeschi ebbero il completo controllo dell'intero paese; il nuovo re si portò in esilio. Ad ogni modo alcuni politici di peso supportarono i tedeschi, mentre altri rimasero passivi. L'invasione tedesca fu estremamente sanguinosa, in particolare per l'uccisione di più di un milione di civili. I tedeschi smembrarono la Jugoslavia tra loro e l'Italia. Il Kosovo venne concesso all'Albania (all'epoca sotto il controllo degli italiani). La Macedonia andò alla Bulgaria mentre la Vojvodina venne concessa all'Ungheria. La Serbia divenne uno stato fantoccio della Germania e sede di notevoli attività di resistenza. In Slovenia, i tedeschi deportarono diversi sloveni in Serbia, arruolandoli nell'esercito tedesco o deportandoli nei campi di lavoro o nelle fabbriche tedesche. In Serbia i tedeschi nominarono il generale Milan Nedić quale incaricato di un "governo di salvezza nazionale" ma non gli permisero di mantenere un esercito regolare né un ministero degli esteri.
Cioè che venne lasciato della Jugoslavia divenne il nuovo Stato Indipendente di Croazia (NDH) sotto il governo di Ante Pavelić e del partito fascista degli Ustascia. Egli divenne un alleato delle potenze dell'Asse e controllò la Croazia, la Bosnia e l'Erzegovina. Gli ustascia uccisero circa 90.000 persone (in gran parte serbi, tra cui 37.000 ebrei), ne espulsero 250.000 e costrinsero altri 200.000 a convertirsi forzosamente al cattolicesimo.
Si formarono qui due principali movimenti di guerriglia antifascista. Il primo univa i partigiani di sinistra guidati dal croato Josip Broz Tito che almeno inizialmente ebbe il supporto del Cremlino. Il secondo fu il gruppo dei cetnici, guidati dal colonnello serbo Draža Mihailović, che invece erano leali al governo regio in esilio a Londra. Il movimento di Tito ad ogni modo ebbe la meglio nel 1945, riuscendo a cancellare i propri avversari e a riunire la Jugoslavia.

### Giappone
Il Giappone aveva conquistato tutta la Manciuria e gran parte della Cina nel 1939 con la seconda guerra sino-giapponese, ma gli Alleati si erano rifiutati di riconoscere tali conquiste. Il Giappone entrò a far parte delle forze dell'Asse, ma esso dipendeva per il 90% dal commercio con le forze degli Alleati e quando appunto a metà del 1941 cessarono le importazioni di petrolio il Giappone si diede disperatamente ad attaccare i pozzi petroliferi nel pacifico di proprietà del Regno Unito e dei Paesi Bassi. Queste ultime azioni significavano scendere ufficialmente in guerra, ma gli stessi ufficiali dopo delle battaglie al confine erano riluttanti a entrare in lotta coi sovietici. Alcuni ammiragli e molti civili, incluso il primo ministro Konoe Fumimaro, credevano che la guerra con gli Stati Uniti si sarebbe conclusa in una sonora sconfitta. L'alternativa era perdere onore e potere. I diplomatici proposero dei compromessi diplomatici nella forma della cosiddetta "Dottrina Amau". Queste proposte vennero rigettate dagli Stati Uniti e quindi si dovette ripiegare sulla soluzione militare con l'esercito giapponese in testa.

#### Conquiste imperiali

La sfera di prosperità della Grande Asia nel 1942.

Il Giappone lanciò la sua blitzkrieg in Asia orientale. Nel 1937, l'esercito giapponese aveva invaso e catturato gran parte delle città costiere della Cina tra cui Shanghai. Il Giappone aveva poi preso il controllo dell'Indocina francese (Vietnam, Laos, Cambogia), della Malesia britannica (Brunei, Malaysia, Singapore) e delle Indie Orientali Olandesi (Indonesia). La Thailandia era riuscita a rimanere indipendente ma era divenuta uno stato satellite del Giappone. Nel dicembre del 1941 e sino al maggio del 1942, il Giappone conquistò Hong Kong e vi mantenne il controllo, altrettanto fece con Singapore, con le Filippine e con le Indie Orientali Olandesi, raggiunse i confini dell'India e iniziò a bombardare l'Australia. Il Giappone raggiunse così l'obbiettivo di governare la sfera di co-prosperità della Grande Asia orientale.

#### Il governo imperiale

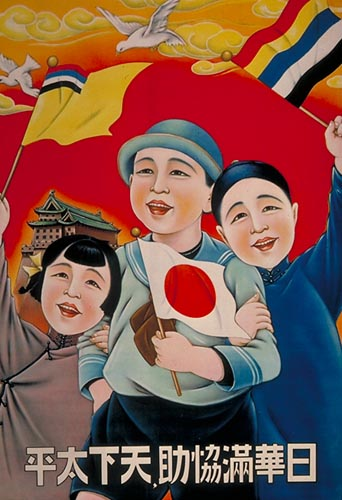
Poster del 1935 che mostra lo stato fantoccio del Manciukuò che promuove l'armonia tra i popoli. Sotto si può leggere: "Con l'aiuto del Giappone, della Cina e del Manciukuò, il mondo potrà essere in pace."

L'ideologia alla base dell'impero coloniale giapponese e di come drammaticamente fu in grado di espandersi durante la guerra, conteneva al suo interno due impulsi contraddittori. Da un lato veniva infatti predicata l'unità per la sfera di co-prosperità della Grande Asia orientale, una coalizione di stati di razza asiatica diretta dal Giappone contro l'imperialismo di Gran Bretagna, Francia, Paesi Bassi, Stati Uniti ed Europa in generale. Questo celebrava i valori spirituali dell'est in opposizione al materialismo dell'occidente. In pratica, era un modo eufemistico per guadagnare colonie e acquisire risorse naturali essenziali per la sopravvivenza dello stato. I giapponesi instaurarono una serie di burocrati e ingegneri per gestire il nuovo impero, i quali credevano nell'ideale dell'efficienza, della modernizzazione e della soluzione pratica anche dei problemi sociali. Era un fascismo a base tecnologica che rigettava le norme della democrazia occidentale. Dopo il 1945 i tecnici vennero sostituiti da imprenditori dotati di capacità.
Il Giappone piazzò dei regimi fantocci in Manciuria ("Manciukuò") e in Cina, i quali si dissolsero alla fine della guerra. L'esercito giapponese operò indipendentemente dal governo nelle aree conquistate, ma in particolare fu più favorevole all'area delle Indie Orientali Olandesi. Il suo principale scopo era quello di ottenere del petrolio, ma il Giappone dal canto suo era favorevole al movimento nazionalista indonesiano guidato da Sukarno. Sukarno infine andò al potere alla fine degli anni '40 dopo diversi anni di lotta con gli olandesi. Gli olandesi preferirono distruggere i pozzi petroliferi da loro creati per non farli cadere in mano al nemico, ma i giapponesi aiutarono gli indonesiani a ricostruirli. Nonostante questo appoggio e gli accordi economici, ad ogni modo, gran parte dei trasporti di petrolio verso il Giappone venivano sistematicamente affondati dai sottomarini americani e pertanto il Giappone ebbe sempre problemi di scarsità di petrolio per tutto il periodo bellico.

#### Stati fantoccio in Cina
Il Giappone mise in atto dei regimi fantoccio in Manciuria ("Manciukuò") e Cina; questi cessarono al finire della guerra.

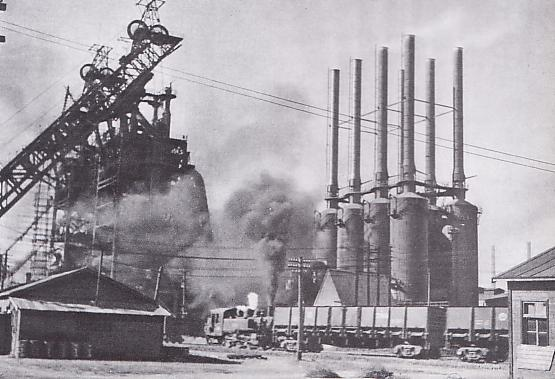
Le acciaierie Showa furono una delle imprese principali per l'economia del Manciukuò.

La Manciuria, storica sede della dinastia manciù, aveva avuto un assetto ambiguo dal 1912 in quanto aveva continuato ad essere governata localmente da signori della guerra. L'esercito giapponese ne prese il controllo nel 1931 e vi insediò lo stato fantoccio del Manciukuò nel 1932 che constava di 34.000.000 di abitanti. Vennero poi aggiunte altre aree e più di 800.000 giapponesi vi si trasferirono lavorando perlopiù nell'amministrazione. Il regnante nominale era Puyi, che da bambino era stato l'ultimo imperatore della Cina. Venne deposto durante la rivoluzione del 1911, e ora i giapponesi lo avevano riportato ad un trono senza poteri. Solo le potenze dell'Asse riconoscevano il Manciukuò come stato. Gli Stati Uniti nel 1932 annunciarono la Dottrina Stimson secondo la quale non avrebbe mai riconosciuto la sovranità giapponese sull'area. Il Giappone modernizzò l'economia e sfruttò lo stato per l'economia giapponese. Fuori dal raggio dei bombardieri americani, le sue industrie continuarono a lavorare per il Giappone sino all'ultimo. Il Manciukuò tornò alla Cina nel 1945.
Quando il Giappone ottenne il controllo della Cina nel 1937–38, il governo giapponese decretò la fondazione della Repubblica di Nanchino, uno stato fantoccio sotto la guida nominale di Wang Ching-wei (1883–1944). La capitale venne posta a Pechino. I giapponesi avevano il pieno controllo del territorio; lo stato fantoccio dichiarò guerra agli Alleati nel 1943. L'esercito locale era composto da 900.000 soldati e venne posizionato contro l'esercito nazionalista comandato da Chiang Kai-shek, ma combatté ben poco.

#### Sconfitte militari
L'attacco di Pearl Harbor inizialmente apparve uno dei principali successi dei giapponesi a danno degli americani. A lungo termine però l'attacco diede prova di essere un disastro strategico e inflisse pochi danni rispetto alla guerra totale e alla resa incondizionata che operarono gli americani in Giappone in seguito.

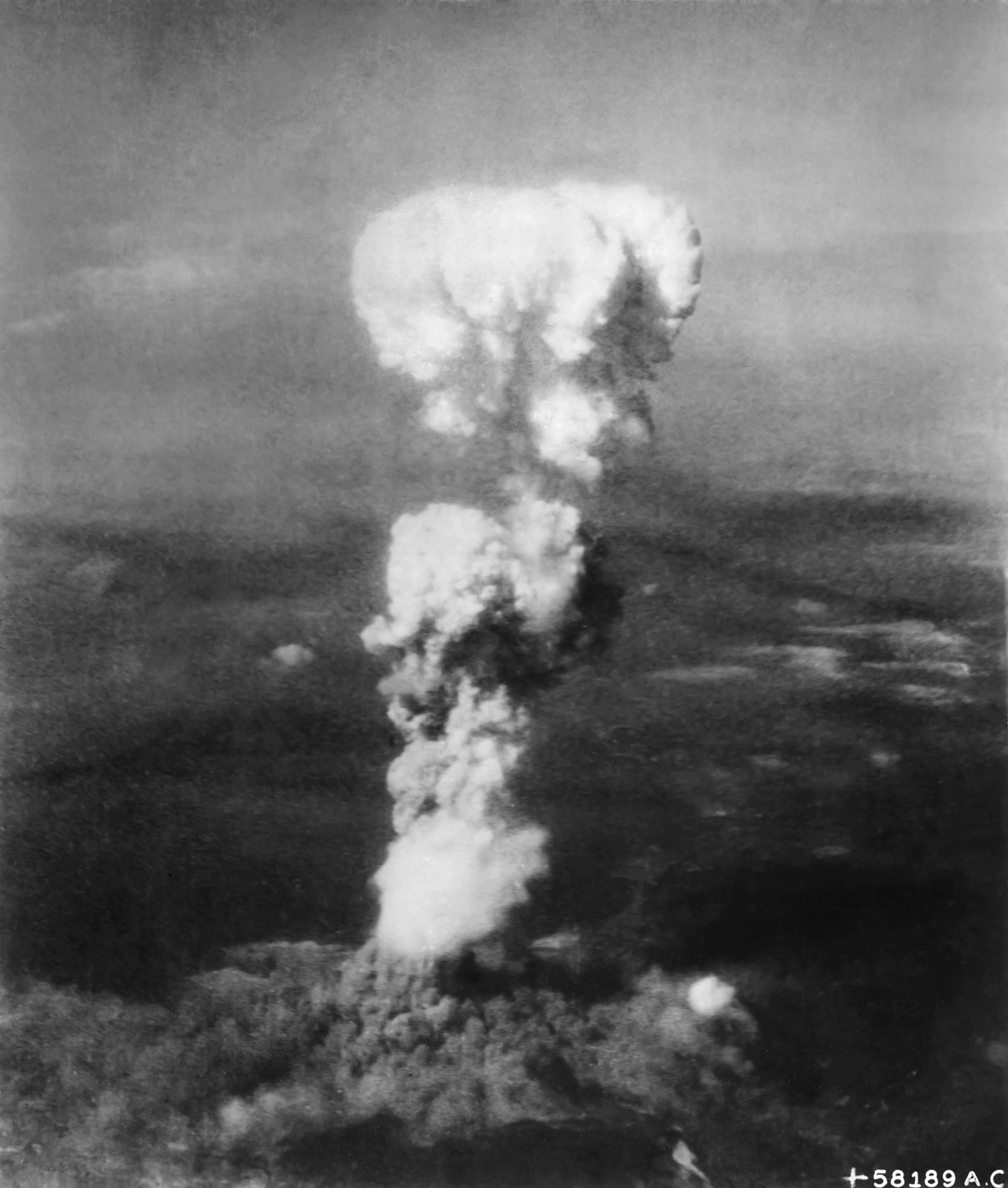
La nube atomica su Hiroshima, 1945

Ad ogni modo, appena sei mesi dopo Pearl Harbor, i giapponesi vennero sconfitti nella battaglia delle Midway. Gli Stati Uniti si erano dotato di una forte marina con molti aeroplani da guerra e avevano migliori comunicazioni e sistemi logistici rispetto ai giapponesi. I giapponesi non potevano portarsi troppo oltre in quanto avevano grosse difficoltà sui rifornimenti a lungo raggio e molti furono i soldati che morirono di fame in missioni lontano dalla patria. Il Giappone costruì anch'esso molti aerei ma di pessima qualità, come pure i suoi piloti non erano adeguatamente formati per poter competere con quelli americani. La marina imperiale giapponese perse una serie di grandi battaglie, da Midway (1942) al Mar delle Filippine (1944) al Golfo di Leyte (1945). Una serie di raid americani inoltre colpirono Tokyo e altre 64 città principali dall'inizio di marzo del 1945, mentre l'Operation Starvation colpì duramente anche la popolazione nel tentativo di far desistere i governanti dal proseguire gli scontri. La guerra divenne sempre più disperata per i giapponesi, ma la cerchia attorno all'imperatore si rifiutava di aprire i negoziati con gli Alleati. Alla fine, in agosto, due bombe atomiche e l'invasione sovietica della Manciuria dimostrarono che la causa per cui i giapponesi stavano combattendo era ormai futile e Hirohito autorizzò la resa pur mantenendo comunque il suo trono.

#### Le morti
Il totale delle perdite dei giapponesi tra il 1937 e il 1945 fu di 2.100.000 morti, in gran parte nell'ultimo anno di guerra. Malnutrizione e carestia colpirono senza sosta la popolazione e circa l'80% dei morti l'esercito giapponese li ebbe nelle Filippine, mentre il 50% fu in Cina. I bombardamenti aerei sulle 65 città giapponesi fecero almeno 400-600.000 morti civili (solo più di 100.000 a Tokyo e più di 200.000 tra Hiroshima e Nagasaki insieme, con 80.000–150.000 morti civili nella battaglia di Okinawa). Morti vi furono anche tra quei civili che tentarono di fuggire in patria dalla Manciuria nell'inverno del 1945 che probabilmente furono circa 100.000.

### Finlandia

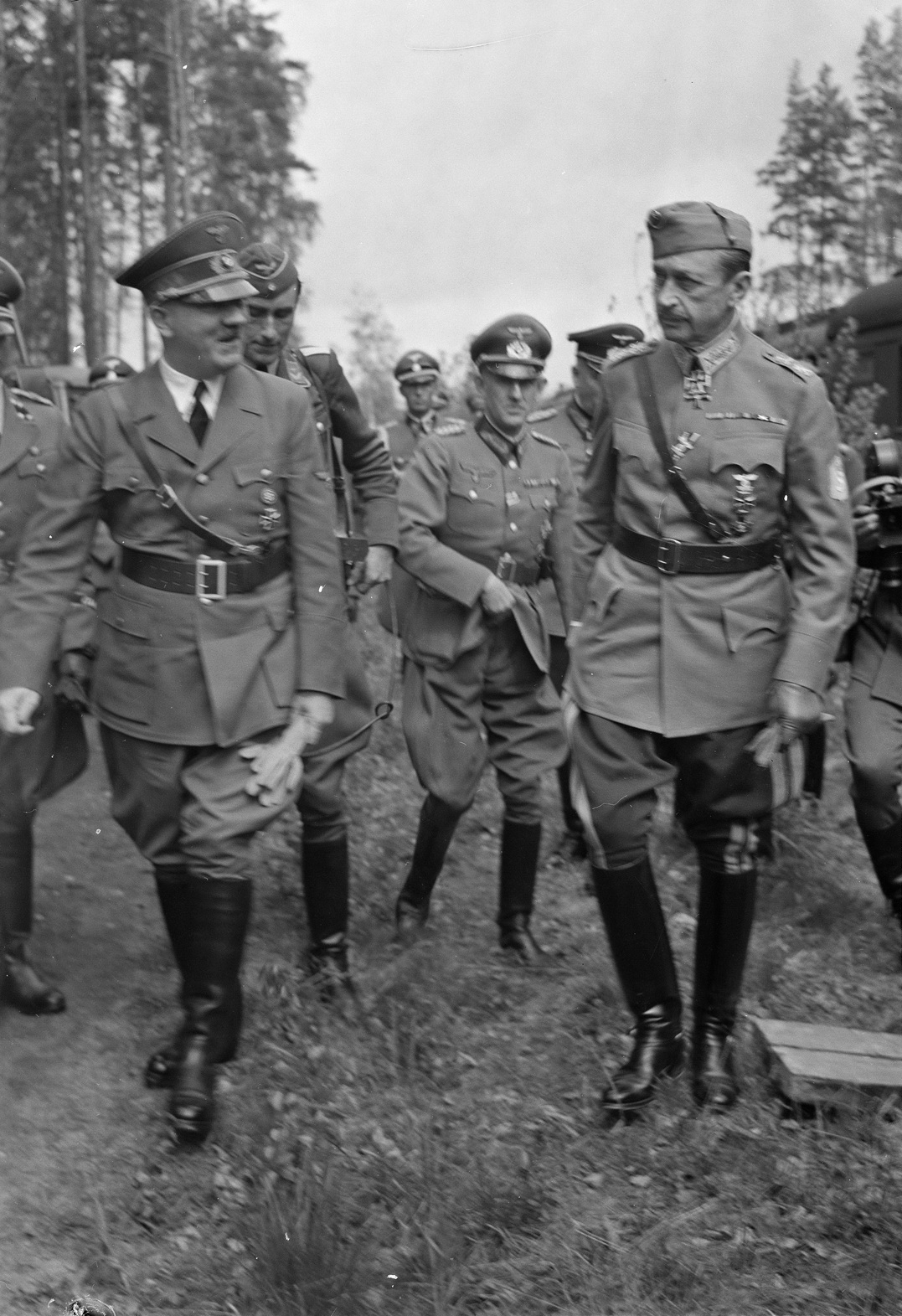
Hitler e il comandante in capo finlandese feldmaresciallo Carl Gustaf Emil Mannerheim (a destra)

La Finlandia combatté due guerre principali contro l'URSS: la Guerra d'Inverno dopo l'invasione dell'URSS nel 1940–41 e la Guerra di continuazione del 1941–44 nella quale la Finlandia poté vendicarsi con l'appoggio della Germania. Perse in entrambe. Combatté anche una guerra minore, la Guerra di Lapponia, che riuscì a respingere le forze tedesche dalla Lapponia nel 1944–45.
Nell'agosto del 1939 il patto Molotov–Ribbentrop tra Germania ed Unione Sovietica conteneva il protocollo segreto relativo alla divisione dell'Europa orientale e l'assegnazione della Finlandia alla sfera d'influenza sovietica. La Finlandia, prima del 1918, era stata una provincia della Russia, e molti finlandesi vivevano in Russia. Dopo un primo tentativo di fare concessioni ai finlandesi, i sovietici invasero la Finlandia nel novembre del 1939 dando inizio alla Guerra d'Inverno. La Finlandia ottenne in questo il supporto di Regno Unito e Stati Uniti.
Il successo sovietico in Finlandia fece sentire subito minacciata la Germania e in particolare i suoi rifornimenti di ferro, mentre offrì la prospettiva per gli Alleati di interferire nella regione. I sovietici batterono la resistenza finlandese nella Guerra d'Inverno e venne infine siglato un trattato di pace nel marzo del 1940. I finlandesi vennero costretti a cedere alcuni territori all'Unione Sovietica tra cui l'Istmo della Carelia con la seconda città più grande della Finlandia, Viipuri, e le strutture difensive della Linea Mannerheim.
Dopo la Guerra d'Inverno, la Finlandia cercò protezione da Regno Unito e Svezia ma senza successo. La Finlandia quindi si riavvicinò alla Germania, dapprima con l'intento di difendersi e poi alla ricerca di vendetta per riottenere i territori perduti. La Finlandia dichiarò la guerra all'Unione Sovietica il 25 giugno 1941 in quella che venne chiamata Guerra di continuazione. Per venire incontro alle richieste di Stalin, la Gran Bretagna seppur riluttante dichiarò guerra alla Finlandia il 6 dicembre 1941, anche se non fece altre operazioni militari nell'area. Gli Stati Uniti non dichiararono mai guerra alla Finlandia, anche se le relazioni tra i due paesi peggiorarono dal 1944 a causa dell'accordo Ryti–Ribbentrop. La lunga collaborazione armata con la Germania sembrava un motivo valido per alcuni tra gli Alleati per dichiarare guerra alla Finlandia, che in fin dei conti stava appoggiando i nazisti e li foraggiava economicamente col commercio, ma nessuno prese azioni concrete contro di essa. La Finlandia concluse un armistizio con l'URSS mentre la Germania faceva pressione per proseguire la guerra.
La Finlandia mantenne il comando delle proprie forze armate e continuò i propri obbiettivi sempre più indipendentemente dalla Germania. Tedeschi e finlandesi lavorarono ancora insieme nell'Operazione Silverfox, un'offensiva congiunta contro Murmansk. La Finlandia rifiutò le richieste tedesche di partecipare attivamente all'assedio di Leningrado, e garantì asilo a molti ebrei, mantenendo ebrei anche nel proprio esercito.
Dopo l'offensiva sovietica nel 1944 il successore di Ryti, il maresciallo Mannerheim, aprì i negoziati con l'Unione Sovietica che portarono poi all'Armistizio di Mosca del 19 settembre 1944. Sulla base dei termini di questo trattato la Finlandia sarebbe stata obbligata ad espellere tutti i soldati tedeschi dal territorio finlandese, fatto che portò alla Guerra di Lapponia. La Finlandia siglò infine il trattato di pace con le potenze alleate nel 1947.

## Governi in esilio
Il Regno Unito accolse diversi governo in esilio che posero il loro quartier generale a Londra mentre altri si trovarono in paesi neutrali o alleati. Il riconoscimento di questi governi fu vario e cambiò nel tempo.

### Polonia
Quando le forze polacche vennero spazzate via dalla Germania nelle prime tre settimane nel settembre del 1939, il governo venne esautorato e i capi del governo polacco fuggirono in Romania. Altri fuggirono in Francia e poi a Londra, dove il governo polacco in esilio venne condotto dal generale Sikorski. Venne riconosciuto dagli Alleati sino al 1944.
Il movimento di resistenza segreto formatosi all'interno della Polonia stessa si preoccupò nominalmente di riportare notizie al governo in esilio. Durante la guerra circa 400.000 polacchi aderirono all'esercito di cui 20.000 combatterono sul fronte occidentale con unità leali al governo polacco in esilio e 300.000 combatterono sotto il comando sovietico nelle ultime fasi della guerra.
Sin dall'inizio della guerra il governo polacco protestò a livello internazionale per l'occupazione tedesca del loro territorio e il trattamento della popolazione civile. Nel 1940 il ministro dell'informazione polacco produsse una lista di quanti erano stati uccisi per mano dei nazisti in Polonia. Il 10 dicembre 1942, il governo polacco in esilio pubblicò un rapporto di 16 pagine destinato ai governi degli Alleati dal titolo Lo sterminio di massa degli ebrei nella Polonia occupata dai tedeschi. Il rapporto conteneva le otto pagine del rapporto Raczyński che venne inviato ai ministri degli esteri di 26 paesi che siglarono la dichiarazione delle Nazioni Unite il 1º gennaio 1942.

### Norvegia
Dopo che la Germania ebbe ottenuto il controllo totale della Norvegia nell'aprile del 1940, il governo in esilio, inclusa la famiglia reale, si spostarono a Londra. La politica venne sospesa e le azioni di governo vennero coordinate con gli Alleati, mantenendo il controllo sul servizio diplomatico col resto del mondo. Il governo organizzò e supervisionò la resistenza in Norvegia. Uno degli effetti più importanti di questo atto fu l'abbandono della tradizionale politica di neutralità dei paesi scandinavi e pertanto la Norvegia divenne uno dei paesi fondatori della NATO nel 1949. La Norvegia all'inizio della guerra aveva la quarta flotta mercantile al mondo per grandezza, con una capacità di carico di 4.800.000 tonnellate, inclusi diversi trasporti petroliferi. I tedeschi ne catturarono circa il 20%, ma il restante, circa 1000 navi, vennero prese dal governo e portate in Inghilterra.

### Paesi Bassi
Il governo dei Paesi Bassi nel 1940 venne costretto ad emigrare a Londra, da dove diresse il controllo delle colonie dello stato e la marina mercantile olandese. Quando il governo in esilio giunse a Londra si considerava ancora neutrale ma ben presto sentì inesorabile il desiderio di liberare i Paesi Bassi ed entrò quindi in guerra con la Germania a fianco degli Alleati. Dopo la caduta della Francia il primo ministro olandese Dirk Jan de Geer chiese di negoziare una pace separata tra Paesi Bassi e Terzo Reich. La regina Guglielmina temeva che la perdita delle Indie Orientali olandesi a favore del Giappone avrebbe portato a conseguenze peggiori. Il 3 settembre 1940 la regina licenziò il proprio primo ministro e lo rimpiazzò con Pieter Sjoerds Gerbrandy, il quale preferì invece collaborare con Churchill e Roosevelt contro i tedeschi. Aruba e Curaçao divennero i principali esportatori di prodotti petroliferi raffinati per gli Alleati. Aruba divenne un protettorato inglese dal 1940 al 1942 e un protettorato statunitense dal 1942 al 1945. Il 23 novembre 1941, sulla base di un accordo col governo olandese in esilio, gli Stati Uniti occuparono la Guiana olandese per proteggere le locali miniere di bauxite.

### Cecoslovacchia
Il governo in esilio della Cecoslovacchia venne creato dal presidente cecoslovacco Edvard Beneš a Parigi nell'ottobre del 1939. Dopo falliti negoziati con la Francia per ragioni diplomatiche, impediti dall'occupazione tedesca della Francia stessa, il governo venne costretto a ritirarsi a Londra nel 1940. Lo stato in esilio venne riconosciuto come continuazione legale della prima repubblica cecoslovacca.

### Belgio
L'invasione tedesca del Belgio perdurò solo 18 giorni nel 1939 prima che l'esercito belga si arrendesse. Il re rimase in patria, ma il governo fuggì in Francia e poi in Inghilterra nel 1940. Il Belgio venne liberato alla fine del 1944.
Il Belgio aveva in Africa anche due importanti colonie, il Congo belga e il mandato del Ruanda-Urundi. Il Congo belga non venne occupato e rimase leale agli Alleati anche a livello economico. Il governo in esilio vendette oltre 1700 tonnellate di uranio congolese agli Stati Uniti per la bomba atomica. Le truppe del Congo belga presero parte alla Campagna dell'Africa Orientale Italiana contro gli italiani. La Force Publique coloniale servì anche in altri teatri di guerra al fianco degli inglesi.

### Jugoslavia
La Jugoslavia aveva un governo debole anche in esilio ed era posto di base a Londra; esso includeva re Pietro. Ad ogni modo, il potere effettivo all'interno del paese era suddiviso tra i tedeschi e i loro alleati in tre parti e vi si trovavano due gruppi di resistenza serbi. I realisti anticomunisti cetnici erano guidati da Draža Mihailović, e nominalmente erano sotto il controllo del governo in esilio. I cetnici erano serbi e si opposero ai nazisti, ma qualcuno di loro collaborò con i tedeschi e gli ustascia nella loro guerriglia contro l'Esercito di Liberazione Nazionale jugoslavo, un organo di resistenza comunista capeggiato da Josip Broz Tito. La forza di Tito crebbe sempre più nel 1943, e Mihailović e i monarchici dovettero retrocedere nelle operazioni. Churchill nel dicembre del 1943 ritirò il suo supporto alle forze di Mihailović, rivolgendosi invece a Tito. Il governo in esilio supportò quindi anch'esso Tito. Tito riuscì a respingere i tedeschi nel 1945, ripudiando poi anche il governo in esilio e liquidando le forze di Mihailović. Questo permise la formazione dello stato comunista della Jugoslavia che era indipendente da Mosca e che era sotto il completo controllo di Tito.

### Corea
Di base nella città cinese di Shanghai e poi a Chongqing, il Governo Provvisorio della Repubblica di Corea fu de facto il governo coreano in esilio dal 13 aprile 1919 sino alla proclamazione della Repubblica di Corea nel 1948.

## Elenco di tutte le dichiarazioni di guerra e inizi delle ostilità
Per la tipologia di guerra (quarta colonna): 
A = Attacco senza dichiarazione di guerra, U = Stato di guerra con ultimatum, DG = Stato di guerra con dichiarazione di guerra, D = Rottura diplomatica che ha portato allo stato di guerra.
| Data               | Nazione/i attaccante/i                                                | Nazione/i attaccata/e        | Tipologia | Commenti |
| ------------------ | --------------------------------------------------------------------- | ---------------------------- | --------- | --- |
| 1939, 1 settembre  | Germania                                                              | Polonia                      | A         | |
| 1939, 3 settembre  | Regno Unito, Francia                                                  | Germania                     | U         | |
| 1939, 3 settembre  | Australia, Nuova Zelanda                                              | Germania                     | DG        | |
| 1939, 6 settembre  | Sudafrica                                                             | Germania                     | DG        | |
| 1939, 10 settembre | Canada                                                                | Germania                     | DG        | |
| 1939, 17 settembre | Unione Sovietica                                                      | Polonia                      | A         | |
| 1939, 30 novembre  | Unione Sovietica                                                      | Finlandia                    | A         | Rottura diplomatica il giorno precedente                                                                                                |
| 1940, 9 aprile     | Germania                                                              | Danimarca, Norvegia          | A         | |
| 1940, 15 maggio    | Germania                                                              | Belgio, Paesi Bassi          | DG        | Offensiva tedesca nell'Europa occidentale                                                                                               |
| 1940, 10 giugno    | Italia                                                                | Francia, Regno Unito         | DG        | In quel tempo la Francia era già sull'orlo di crollare nelle mani dei nazisti                                                           |
| 1940, 10 giugno    | Canada                                                                | Italia                       | DG        | |
| 1940, 11 giugno    | Sudafrica, Australia, Nuova Zelanda                                   | Italia                       | DG        | |
| 1940, 12 giugno    | Egitto                                                                | Italia                       | D         | |
| 1940, 4 luglio     | Regno Unito                                                           | Francia*                     | A         | Si intende qui la Francia di Vichy e le sue colonie che vennero attaccate dal Regno Unito, ma senza una formale dichiarazione di guerra |
| 1940, 28 ottobre   | Italia                                                                | Grecia                       | U         | |
| 1941, 6 aprile     | Germania                                                              | Grecia                       | DG        | |
| 1941, 6 aprile     | Germania, Bulgaria                                                    | Jugoslavia                   | A         | |
| 1941, 6 aprile     | Italia                                                                | Jugoslavia                   | DG        | |
| 1941, 10 aprile    | Ungheria                                                              | Jugoslavia                   | A         | |
| 1941, 23 aprile    | Grecia                                                                | Bulgaria                     | D         | |
| 1941, 22 giugno    | Germania*, Italia, Romania                                            | Unione Sovietica             | DG        | *La dichiarazione di guerra tedesca venne emessa al tempo stesso dell'attacco                                                           |
| 1941, 24 giugno    | Danimarca                                                             | Unione Sovietica             | D         | La Danimarca era occupata dalla Germania                                                                                                |
| 1941, 25 giugno    | Finlandia                                                             | Unione Sovietica             | A         | Seconda guerra tra queste due nazioni.                                                                                                  |
| 1941, 27 giugno    | Ungheria                                                              | Unione Sovietica             | DG        | Rottura diplomatica il 24 giugno |
| 1941, 30 giugno    | Francia                                                               | Unione Sovietica             | D         | |
| 1941, 7 dicembre   | Regno Unito                                                           | Romania, Ungheria, Finlandia | U         | Rotture diplomatiche rispettivamente l'11 febbraio 1941, il 7 aprile 1941 e il 1º agosto 1941                                           |
| 1941, 7 dicembre   | Giappone                                                              | Stati Uniti                  | A         | DG il giorno dopo. |
| 1941, 8 dicembre   | Giappone                                                              | Regno Unito                  | DG        | |
| 1941, 8 dicembre   | Canada, Sudafrica                                                     | Giappone                     | DG        | |
| 1941, 8 dicembre   | Cina                                                                  | Germania*, Italia*, Giappone | DG        | *Rotture diplomatiche il 2 luglio |
| 1941, 9 dicembre   | Australia, Nuova Zelanda                                              | Giappone                     | DG        | |
| 1941, 11 dicembre  | Germania, Italia                                                      | Stati Uniti                  | DG        | |
| 1941, 12 dicembre  | Romania                                                               | Stati Uniti                  | DG        | |
| 1941, 13 dicembre  | Bulgaria                                                              | Regno Unito, Stati Uniti     | DG        | |
| 1941, 13 dicembre  | Ungheria                                                              | Stati Uniti                  | DG        | |
| 1942, 24 gennaio   | Stati Uniti                                                           | Danimarca                    | D         | |
| 1942, 28 maggio    | Messico                                                               | Germania, Italia, Giappone   | DG        | Rottura diplomatica nel 1941 |
| 1942, 22 agosto    | Brasile                                                               | Germania, Italia             | DG        | Rotture diplomatiche rispettivamente il 20 gennaio 1942 e il 28 gennaio 1942                                                            |
| 1942, 9 novembre   | Francia                                                               | Stati Uniti                  | D         | |
| 1943, 20 gennaio   | Cile                                                                  | Germania, Giappone, Italia   | D         | |
| 1943, 9 settembre  | Iran                                                                  | Germania                     | DG        | Rottura diplomatica nel 1941 |
| 1943, 13 ottobre   | Italia                                                                | Germania                     | DG        | Dopo la caduta di Mussolini, l'Italia cambiò fronte                                                                                     |
| 1944, 10 gennaio   | Argentina                                                             | Germania, Giappone           | D         | |
| 1944, 30 giugno    | Stati Uniti                                                           | Finlandia                    | D         | |
| 1944, 4 agosto     | Turchia                                                               | Germania                     | D         | La Turchia dichiarò ufficialmente guerra alla Germania il 23 febbraio 1945.                                                             |
| 1944, 23 agosto    | Romania                                                               | Germania                     | DG        | Come l'Italia, anche la Romania cambiò fronte.                                                                                          |
| 1944, 9 maggio     | Unione Sovietica                                                      | Bulgaria                     | DG        | |
| 1944, 7 settembre  | Bulgaria                                                              | Germania                     | D         | |
| 1945, 24 febbraio  | Egitto                                                                | Germania*, Giappone          | DG        | *Rottura diplomatica già dal 1939 |
| 1945               | Argentina, Paraguay, Perù, Venezuela, Uruguay, Siria e Arabia Saudita | Germania                     | DG        | Necessitavano di una dichiarazione di guerra per divenire eleggibili ad aderire alle Nazioni Unite                                      |
| 1945, 3 aprile     | Finlandia                                                             | Germania                     | DG        | Rottura diplomatica nel 1944, ultima dichiarazione di guerra in Europa.                                                                 |
| 1945, 6 luglio     | Brasile                                                               | Giappone                     | DG        | |
| 1945, 17 luglio    | Italia                                                                | Giappone                     | DG        | |
| 1945, 8 agosto     | Unione Sovietica                                                      | Giappone                     | DG        | Ultima dichiarazione di guerra della seconda guerra mondiale.                                                                           |